# Orologio da polso

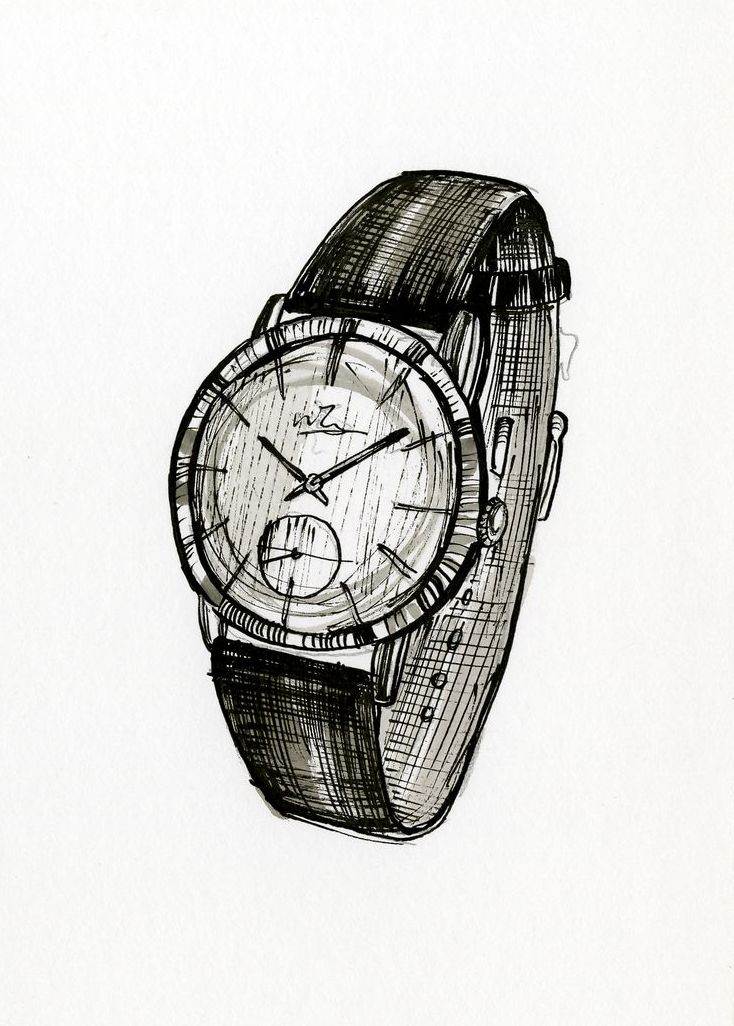
Disegno di un orologio da polso.

L'orologio da polso è un orologio di piccole dimensioni dotato di un cinturino per poter essere indossato al polso.
Questi orologi sono, a volte, oggetti di grande valore, in quanto includono metalli e pietre preziose, ma anche modelli più economici sono spesso oggetti di gioielleria.

## Storia

### I primi orologi da polso assemblati su commissione

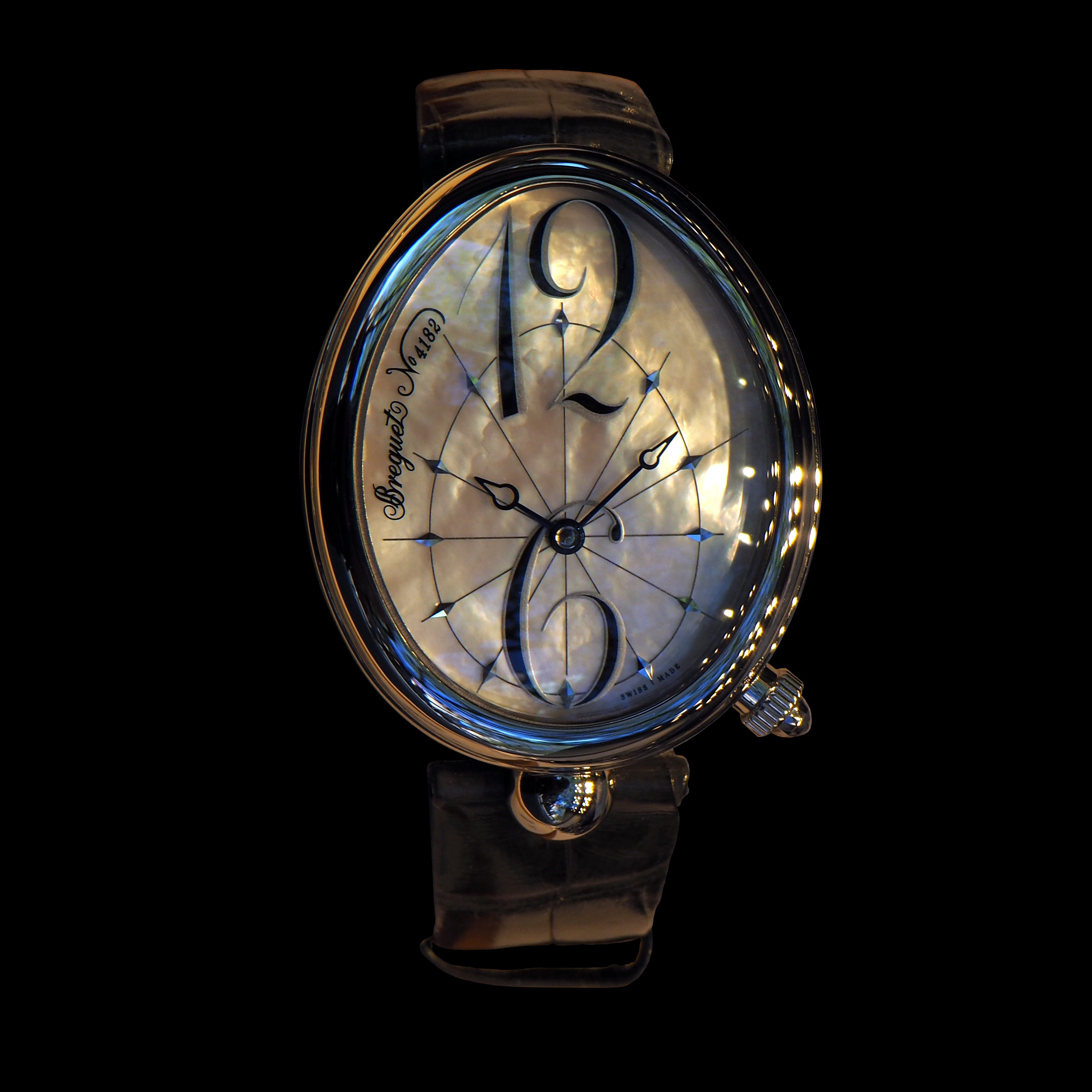
Breguet Reine de Naples, fedele riproduzione del segnatempo che Carolina Murat si fece realizzare da Abraham-Louis Breguet.

C'è incertezza su chi sia stato l'inventore dell'orologio da polso. Una delle prime testimonianze fu un orologio gioiello realizzato da Abraham-Louis Breguet per Carolina Bonaparte, sorella di Napoleone e Regina consorte del Regno di Napoli, datato inizio 1812. Entro il primo decennio del XIX secolo erano diverse le case orologiere già in attività, come Blancpain (fondata nel 1735), Vacheron Constantin (all'epoca solo Vacheron, fondata nel 1755 a Ginevra), Breguet (Parigi, 1775), Girard-Perregaux (1791) ed altre oggi scomparse, come Cortébert, del 1790.
Secondo altri fu opera di Patek Philippe alla fine del XIX secolo, ma inizialmente fu considerato un accessorio esclusivamente e solo femminile. Tra gli uomini era comunemente usato l'orologio da tasca. L'esempio di Patek Philippe, e prima ancora di Breguet, tuttavia, si limitava alla realizzazione di pezzi rari ed estremamente pregiati, realizzati esclusivamente su commissione e in pochissimi esemplari.
Nel 1904 l'aviatore brasiliano Alberto Santos-Dumont, avendo difficoltà a leggere l'ora a bordo dell'aereo di sua fabbricazione, chiese al suo amico Louis Cartier un orologio più pratico. Cartier gli diede un orologio da polso con cinturino in cuoio di cui Dumont non fece più a meno. Quando Cartier divenne popolare a Parigi, iniziò così a vendere questi orologi anche alla clientela maschile. Si narra però che fu una nutrice la prima a legare un orologio da tasca con lacci al proprio polso realizzando in proprio tale novità. Tra i grandi ideatori dell'orologeria da polso deve essere citato Cartier, assieme ad altre aziende, come Vacheron Constantin, che attorno al 1910-1911 aveva realizzato segnatempo da polso con casse di forma. Considerando le esperienze di Vacheron e Cartier, dunque, è riscontrabile come siano sorti orologi da polso con casse di forma prima di quelli, oggi più usuali, rotondi. Sulla stessa strada si pone Tissot, altra azienda tra le pioniere dell'orologeria da polso, la quale ne realizzò uno a seguito di un restauro di una cassa in oro di forma rettangolare non ritirata da un cliente.
La maggioranza degli orologi da polso presentava uno scappamento ad ancora svizzera, tuttavia diverse aziende iniziarono a realizzare orologi più economici con scappamento Roskopf, come Oris o Mortima.

### L'esperienza della prima guerra mondiale
In epoca di prima guerra mondiale gli ufficiali di tutti gli eserciti constatarono che durante una battaglia era più comodo dare uno sguardo al polso piuttosto che estrarre l'orologio dalla tasca. Bisogna ricordare che gli uomini schierati in prima linea, provenivano dalle classi sociali meno abbienti e non potevano permettersi orologi personali, indispensabili per sincronizzare l'artiglieria e la fanteria durante gli attacchi. Il rapido aumento delle perdite di soldati durante il combattimento portò i capi di stato maggiore a decidere di fornire a tutto l'esercito degli orologi da polso comodi, precisi, affidabili con caratteristiche che permettessero la lettura immediata dell'ora, munendoli di lancette più grandi e rendendo gli indici luminescenti per la visione notturna. Di fondamentale importanza fu la produzione su scala industriale di questi orologi, per distribuirli più velocemente e renderli più economici. Al termine della guerra gli orologi rimasero agli ufficiali europei ed americani, favorendo la diffusione di questo oggetto nelle culture occidentali. Ancora oggi gli appassionati del genere militare cercano pezzi particolari prodotti in quegli anni dai diversi marchi d'orologeria. Girard-Perregaux produsse un orologio con una grata sul vetro per protezione proprio per uso militare. Diverse case, durante il conflitto, avevano tentato un rudimentale approccio al mondo dell'orologeria da polso, realizzando cinturini in pelle abbastanza grandi da contenere la cassa degli orologi da tasca, oppure applicando alle casse di questi ultimi delle anse posticce. Nell'esercito statunitense si diffusero i "trench watches", cioè orologi che presentavano una gabbia metallica che copriva il vetro e che aveva il compito di evitarne la rottura: sono tra i primi orologi resistenti all'acqua.

### Il primo dopoguerra: la produzione industriale in serie e le prime complicazioni da polso
Le innovazioni orologiere dapprima adottate in campo militare o sportivo iniziano ad essere apprezzate anche dalla clientela civile: è il caso, ad esempio, di una delle prime complicazioni adottate nell'orologeria da polso, quella del cronografo, nato tra il 1913 e il 1914 da diverse aziende, quali Longines, Heuer, Omega; Eberhard e Breitling, aziende già impegnate nella dotazione dei propri sistemi di cronometraggio per vari eserciti e differenti manifestazioni sportive. Breitling, inoltre, ebbe anche il merito di essere una delle prime case a proporre un cronografo dotato di due pulsanti separati per l'azionamento e il reset della funzione cronografica. I primi cronografi non sono altro che orologi da tasca riadattati con l'aggiunta di anse posticce, ma nel corso degli anni le case realizzano movimenti adatti a essere incassati in segnatempo fatti per essere indossati al polso. Già negli anni venti anche il cronografo si arricchisce di ulteriori complicazioni, come la funzione rattrapante. Fu Patek Philippe una delle prime aziende a integrare la funzione rattrapante sui propri crono (attorno al 1922, su piccolissime produzioni), mentre Longines fu pioniera nella creazione di un flyback (detto anche "retour en vol": grazie ad una modifica del movimento cronografico Longines 13.33Z), che consentiva, premendo un solo pulsante, di resettare e contestualmente far ripartire il cronografo.

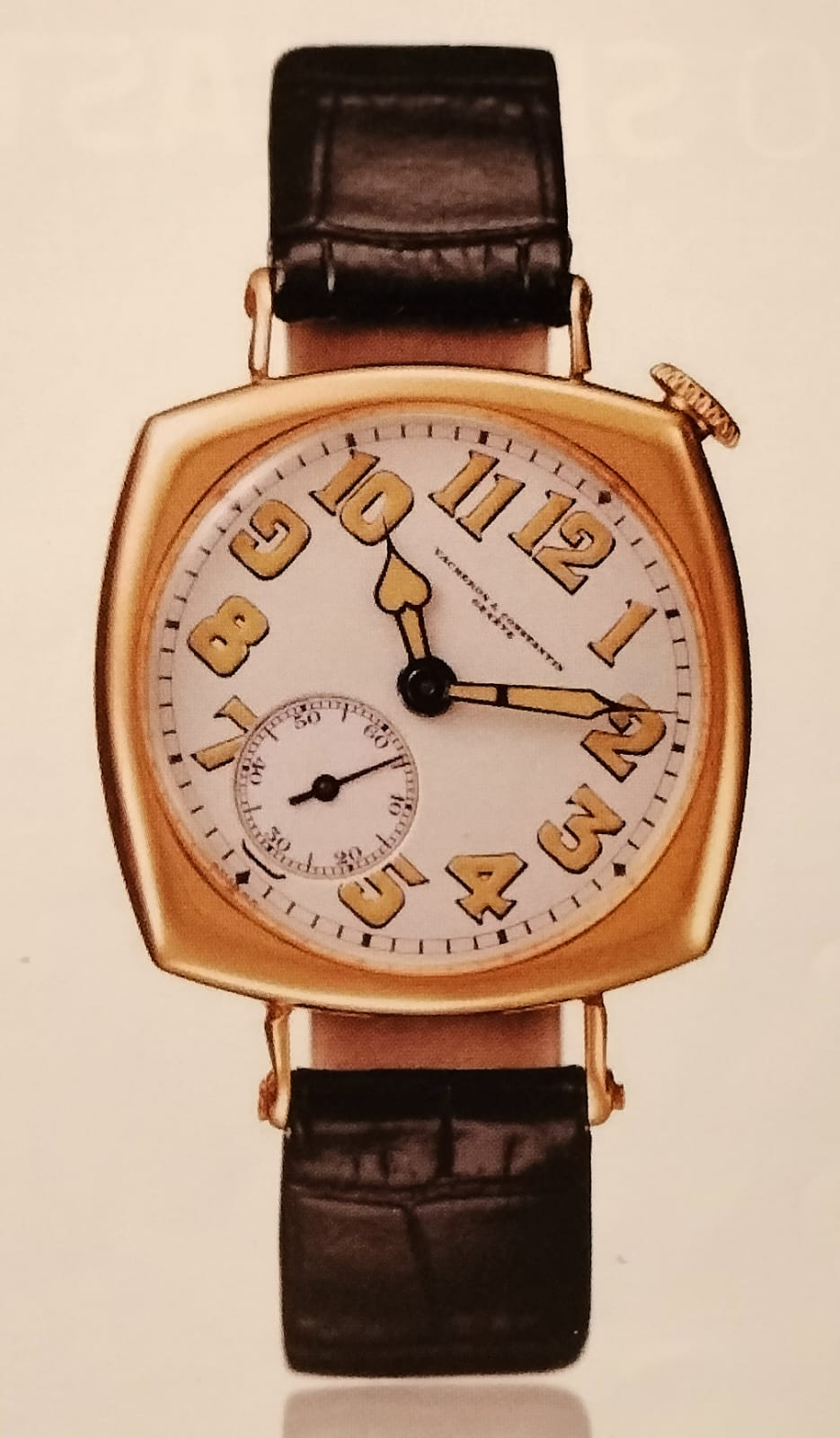
Vacheron Constantin Americaine del 1921

Il successo del primo orologio da polso realizzato da Cartier convinse la stessa Maison a crearne altri: fu così che nel 1917 debuttò la collezione Tank, così chiamata perché ispirata all'estetica di alcuni carri armati Renault dell'epoca. Nello stesso periodo (tra il 1916 e il 1917) anche Tissot si affermò nella produzione di orologi da polso, realizzando il Prince, ribattezzato presto "banana watch" per via della sua cassa che segue l'andamento del polso. Si dice che Tissot entrò in possesso di quella casa d'oro curva da un ricco signore russo, che aveva commissionato a Tissot il suo restauro. Non più reclamata, a seguito della rivoluzione d'ottobre in Russia, venne utilizzata dalla maison di Le Locle come base per creare una linea di orologi. Già dopo la prima guerra mondiale sono molte le aziende che iniziano a produrre orologi da polso. Negli anni Venti vengono anche proposti i primi orologi da polso con casse di forma particolare, seguendo le mode dell'Art déco: uno di questi esempi è il Vacheron Constantin Americaine, con cassa a cuscino e quadrante obliquo, per consentire ai guidatori di consultare l'ora senza staccare le mani dal volante.

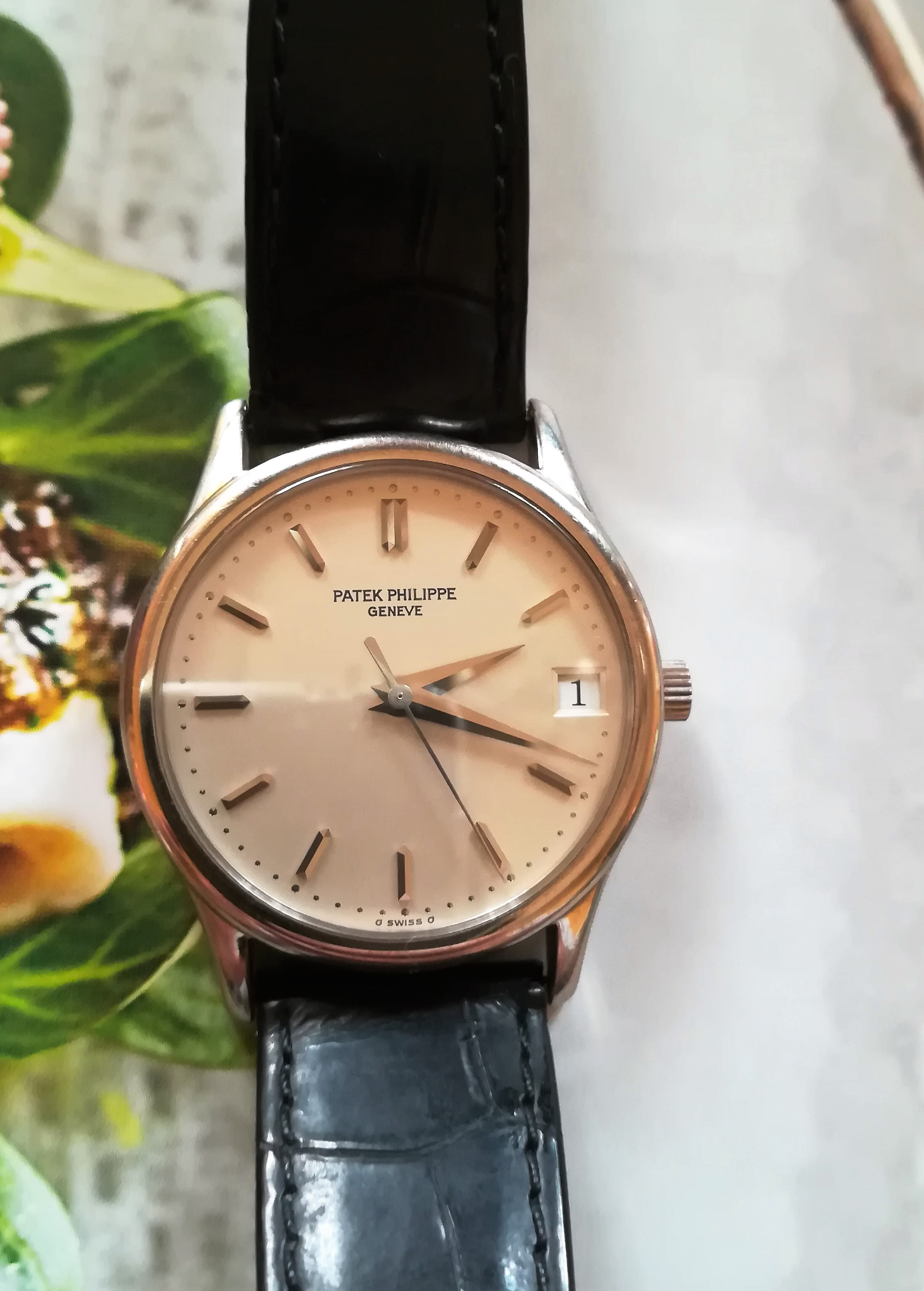
Patek Philippe Calatrava, dress watch per eccellenza

Al 1925 l'orologio da tasca pesava ancora per circa due terzi dell'esportazione svizzera, mentre nel 1930 si arriva all'equiparazione tra le vendite di orologi da polso e da tasca (il 1929 è l'ultimo anno in cui le vendite delle cosiddette "cipolle" prevalgono sui segnatempo da polso). Nel 1934, infine, l'orologeria da polso conquista il 65% delle esportazioni del commercio orologiero elvetico: da quel momento in poi gli orologi da tasca ridussero sempre più le proprie vendite, diventando pian piano desueti, o utilizzati solo in contesti specifici. Si diffondono anche le prime complicazioni sui segnatempo da polso, come il calendario perpetuo, il cronografo, la ripetizione minuti, le ore del mondo: esse sono solo alcune delle complicazioni più raffinate e ricercate di sempre. Contestualmente molte aziende si specializzano anche nella realizzazione di queste complicazioni, che tuttavia, almeno fino agli anni Cinquanta circa, vengono realizzate praticamente solo su commissione. Ad esempio Audemars Piguet si specializza nella realizzazione di orologi con ripetizione minuti, Patek Philippe in calendari perpetui, Vacheron Constantin fu una delle prime aziende a proporre la complicazione delle ore del mondo, Omega, Heuer, Breitling e Longines si sono dimostrate all'avanguardia nella realizzazione di cronografi, e così via.

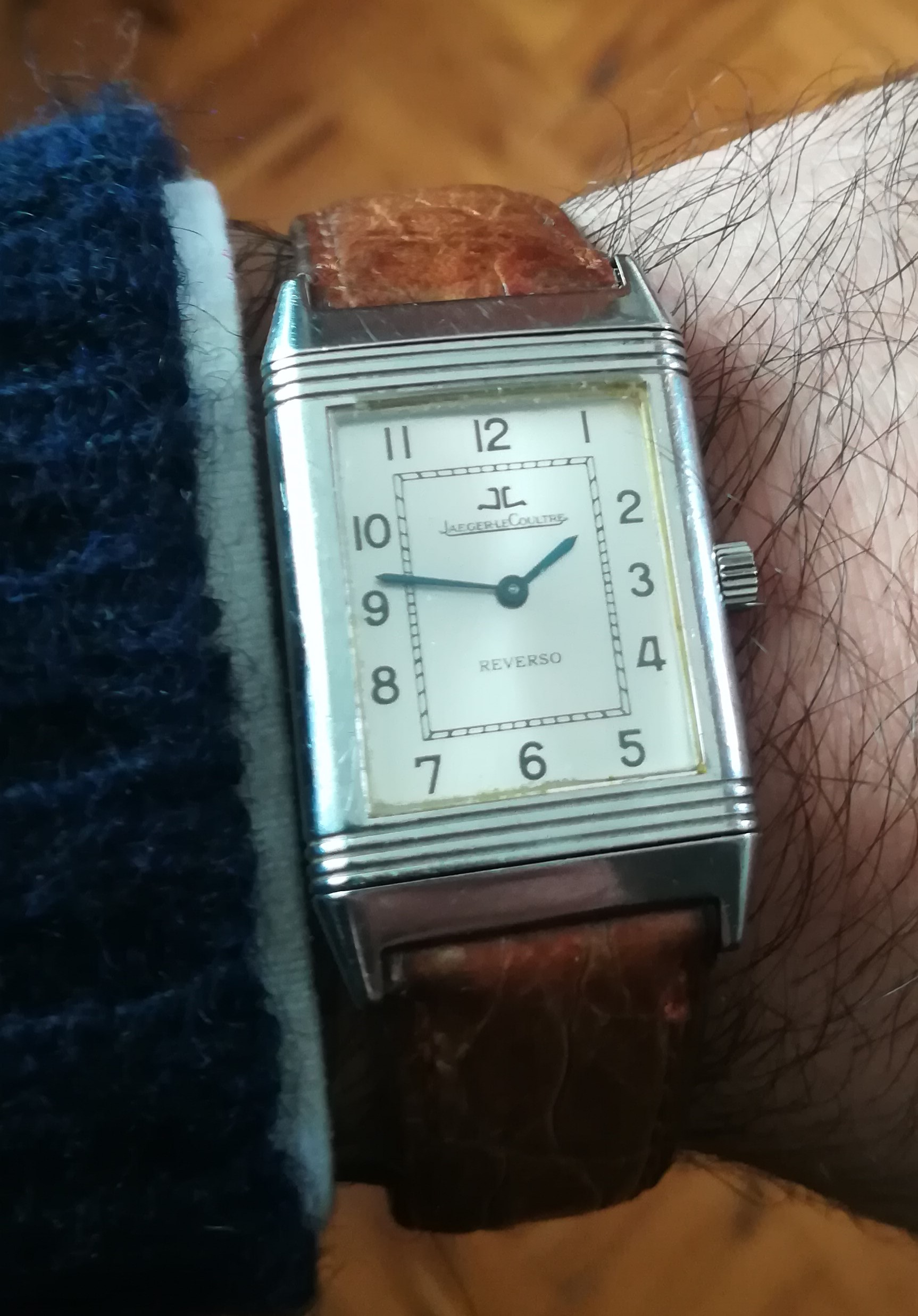
Jaeger-LeCoultre Reverso

Nel corso dei decenni l'orologeria da polso si sviluppa in forme e tipologie: alcuni esempi prestigiosi si hanno negli anni trenta con il Patek Philippe Calatrava e il Jaeger-LeCoultre Reverso, con quest'ultimo (realizzato ancora oggi) che proponeva un sistema brevettato di rotazione della cassa per proteggere il vetro da eventuali impatti. La richiesta provenne da una società indiana di polo nella quale i propri soci lamentavano frequenti rotture del vetro a causa dell'impatto della palla.
Tra gli anni Venti e Trenta diverse aziende lavorarono sulla miniaturizzazione dei movimenti, al fine di creare, secondo la moda dell'epoca, orologi "da cocktail" (o "da gala") particolarmente in voga tra le donne in quegli anni. Questo sforzo ha prodotto diversi movimenti assai interessanti (come il Movado Polyplan o l'FHF 59). L'estremizzazione del concetto di miniaturizzazione su ha con il calibro Jaeger-LeCoultre 101, il movimento meccanico più piccolo mai realizzato. La realizzazione dei cosiddetti "cocktail watch" è andata avanti fino circa ai primi anni Settanta, per poi essere progressivamente caduta in disuso.

### Anni Trenta

#### Nasce l'orologio automatico
Negli anni trenta le case iniziarono a concepire un sistema di ricarica automatica che non comportasse la necessità dell'utilizzatore di caricare manualmente ogni giorno il proprio segnatempo. Fu così che si ebbero diverse idee, alcune anche piuttosto ingegnose. Una delle più particolari fu quella adottata da Wyler (poi Wyler Vetta), la quale pensò di azionare il meccanismo ricaricandolo tramite il movimento del polso dell'utilizzatore non grazie ad una massa oscillante, ma tramite una cassa che colpiva il fondello e, durante il contatto, azionava un pignone che dava energia al movimento.
La maggior parte delle aziende tuttavia utilizzarono svilupparono movimenti automatici in cui la massa oscillante si muoveva grazie a due martelletti respingenti, che erano delle piccole molle, le quali facevano rimbalzare il rotore che, pertanto, non era libero, ma aveva una fine corsa in prossimità dei due bumper. Questo tipo di ricarica, con rotazione della massa di circa duecento gradi, è stata ideata dall'orologiaio John Harwood nel 1924, motivo per cui prende anche il nome di "ricarica Harwood". Fu all'inizio degli anni Trenta che questo sistema di carica prese piede diffusamente, dapprima applicato ad un movimento di fornitura Adolf Schild e poi adottato da tantissime aziende.
Nello 1931, Rolex brevettò il sistema Perpetual, che consisteva in un rotore di carica bidirezionale libero, privo dei sopracitati martelletti di Harwood. Il primo meccanismo a montare questa nuova tecnologia fu il Rolex 620. A seguito del brevetto del rotore Perpetual di Rolex, fino a metà anni Cinquanta circa molti orologi da polso di altri marchi concorrenti dovettero continuare a montare i sistemi automatici con respingenti di Harwood, resi obsoleti dal brevetto di Rolex. L'idea di Rolex non solo venne adottata anche dalle altre aziende, ma si cercò di perfezionarla: è il caso, ad esempio, della creazione di un micro rotore (di dimensioni ridotte al rotore Perpetual di casa Rolex), ma che garantisse uguale capacità di ricarica del movimento contenendo le dimensioni complessive del calibro (specialmente lo spessore). Tra le prime aziende attive su questa tecnica del rotore periferico troviamo Universal Genève, Piaget, Buren e Patek Philippe, che lo installano sui propri movimenti a partire circa dalla seconda metà degli anni Cinquanta.

#### L'avvento degli orologi impermeabili
Nel 1927 la nuotatrice Mercedes Gleitze attraversò il Canale della Manica a nuoto con al polso un Rolex dotato dell'innovativa cassa impermeabile Oyster. Nel 1932 Omega lanciò il Marine, uno dei primi orologi a scendere in profondità, dotato di due casse separate, una che contiene l'altra. In questi anni vengono ideati vari tipi di casse impermeabili, come ad esempio le casse monoblocco concepite da Wyler Vetta e Nivada.

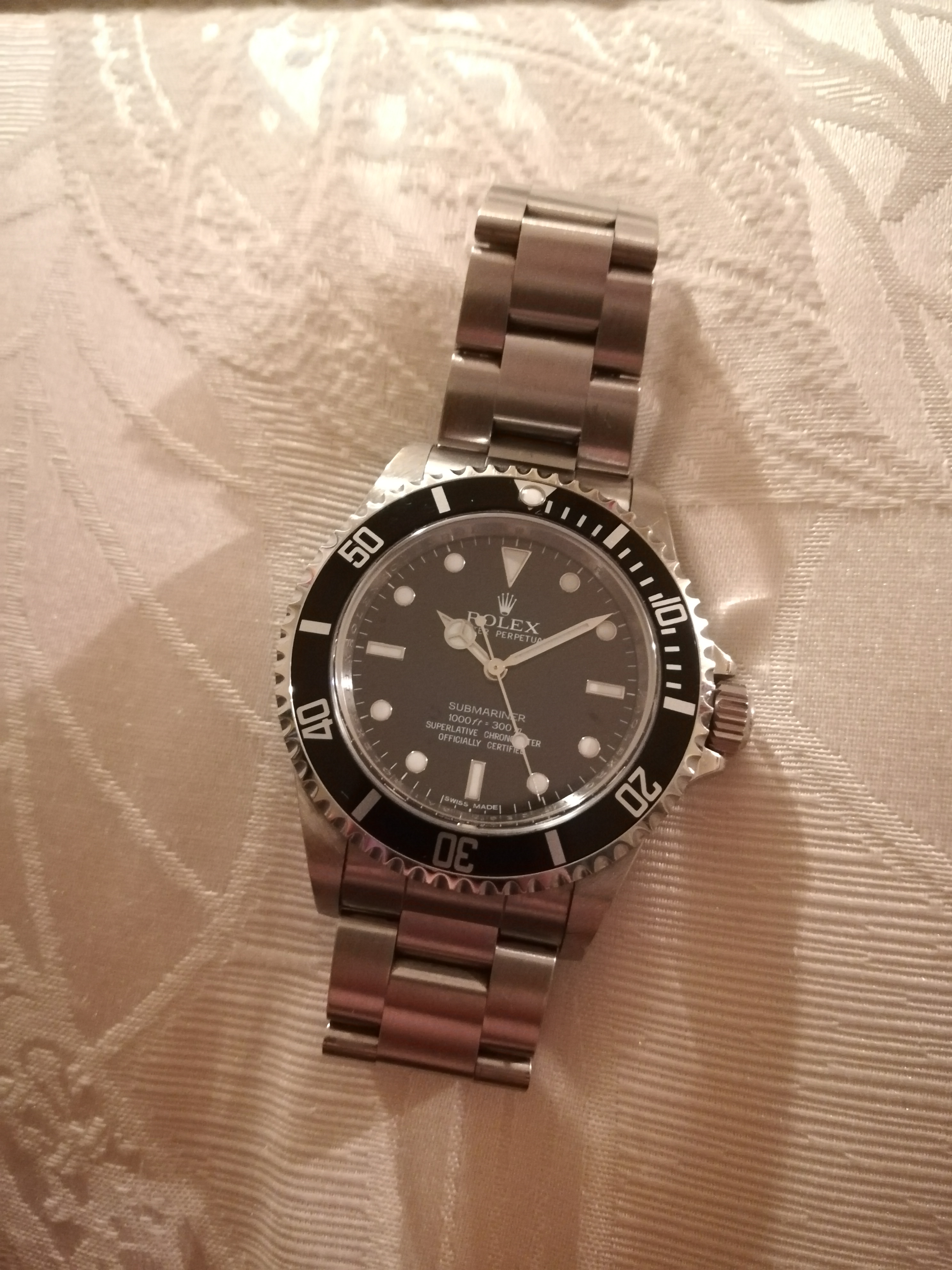
Rolex Submariner ref. 14060M

Il primo diver moderno, però, arriverà solamente nel 1952 e sarà il Blancpain Fifty Fathoms, che anticiperà di un anno il Rolex Submariner, entrambi impermeabili a 100 metri. Ancor prima che per l'utilizzo civile, questi orologi erano fondamentali per l'impiego professionale e per quello militare, tant'è che molti reparti militari provvedono ben presto a chiedere in dotazione alcuni di questi segnatempo più tecnici, oggi presi d'assalto dai collezionisti. Questa esperienza apre nuovi sbocchi nel mercato, con le aziende che iniziano a realizzare orologi maggiormente adatti alla vita di tutti i giorni, più versatili (anche se inizialmente non completamente impermeabili, ma solo resistenti all'acqua). Anche l'estetica dei diver si sviluppa lungo due direttrici: gli orologi subacquei (come ad esempio il Submariner ed il Fifty Fathoms) con ghiera esterna girevole (originariamente bidirezionale), e gli orologi subacquei con scala posta sul rehaut, a livello del quadrante, regolabile appositamente con una seconda corona di carica (questa soluzione, adottata sui cosiddetti diver "compressor", ha visto l'applicazione sul Longines "tuffatore" (oggi ribattezzato Legend Diver), sull'IWC Aquatimer, sullo Jaeger-LeCoultre Polaris, sul Vetta Escafandra e su molti altri).
A seguito della Grande Depressione iniziano a sorgere conglomerati di aziende per cercare di contrastare l'importante calo della produzione: attorno agli anni Trenta nascono la SSIH (Società Svizzera per l’Industria Orologiera), che comprendeva inizialmente Omega, Tissot e Lemania; la SAPIC, comprendente Jaeger-LeCoultre, Audemars Piguet e Vacheron Constantin (all'epoca ancora chiamata Vacheron & Constantin).

#### La Grande Depressione: nascono le prime holding
ESA, conglomerato di produttori di movimenti che raggruppa FHF, AS e Landeron, diventa in quegli anni uno dei soci fondatori di un'altra holding, ASUAG, che negli anni acquisirà Longines, ARSA, Eterna e i produttori di movimenti Peseux, Unitas e Valjoux.

### I segnatempo durante la seconda guerra mondiale
Durante la seconda guerra mondiale l'utilizzo dell'orologio da polso si è già diffuso massicciamente, anche se non tutti i reparti dei vari eserciti ne dispongono. Quello che è certo, però, è che non si utilizzano solo strumenti per la misurazione dell'orario, ma, più in generale, strumenti per calcolare un periodo di tempo: è il caso dei cosiddetti "sganciabombe", detti anche "cronografi a ritorno", i quali avevano l'utilità di calcolare il tempo esatto in cui sganciare un ordigno da un velivolo su un bersaglio. È possibile trovare sganciabombe a marchio Leonidas, Minerva, Universal Genève e LIP. Allo stesso modo si diffondono gli strumenti di bordo che vanno ad arricchire i cockpit degli aerei e delle navi. Furono molteplici le aziende che realizzarono orologi per gli eserciti: un esempio è dato da dodici maison impegnate nella fornitura di segnatempo per l'esercito britannico (ribattezzate poi dai collezionisti "dirty dozen": Buren, Eterna, Cyma, Jaeger-LeCoultre, IWC, Omega, Longines, Lemania, Grana, Record, Timor e Vertex), mentre l'esercito statunitense venne dotato di segnatempo di aziende locali quali Timex, Hamilton, Waltham ed altre.
Particolarmente quotati per l'utilizzo militare erano anche i Panerai, realizzati in Italia e dapprima forniti alla Regia Marina militare italiana, poi anche ad altre forze armate.
Insieme alla resistenza all'acqua viene portato avanti anche lo studio per dotare gli orologi di una resistenza ai campi magnetici. Già a cavallo tra le due guerre mondiali Tissot fu una delle prime aziende a lavorare in tal senso, mentre agli inizi degli anni Cinquanta nacquero dei modelli specificamente pensati per essere antimagnetici: è il caso, ad esempio del Rolex Milgauss (resistente fino a mille Gauss), l'Omega Railmaster, l'IWC Ingenieur, l'Eberhard Scientigraf e altri.

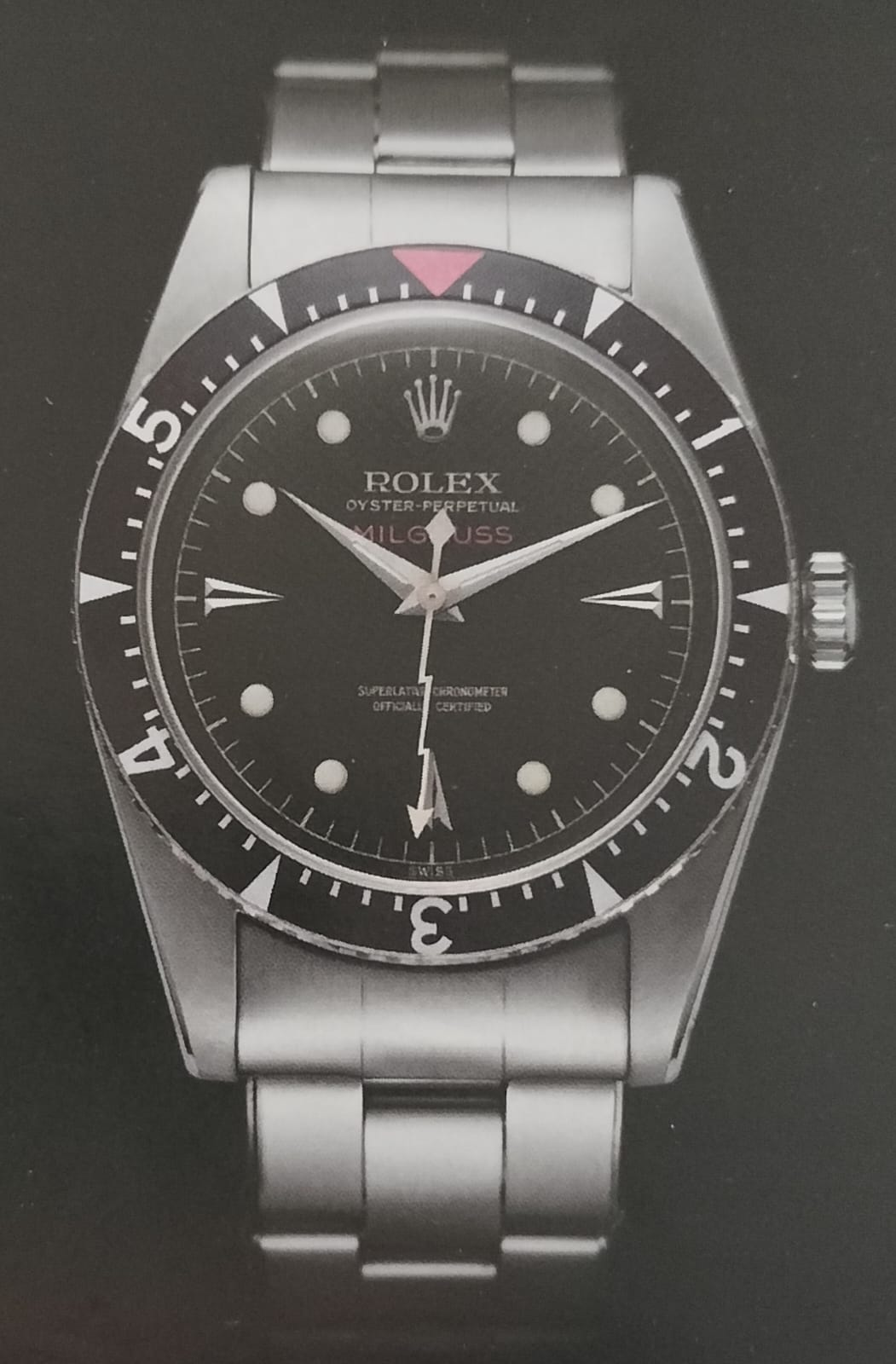
Primo Rolex Milgauss, ref. 6541, risalente al 1956

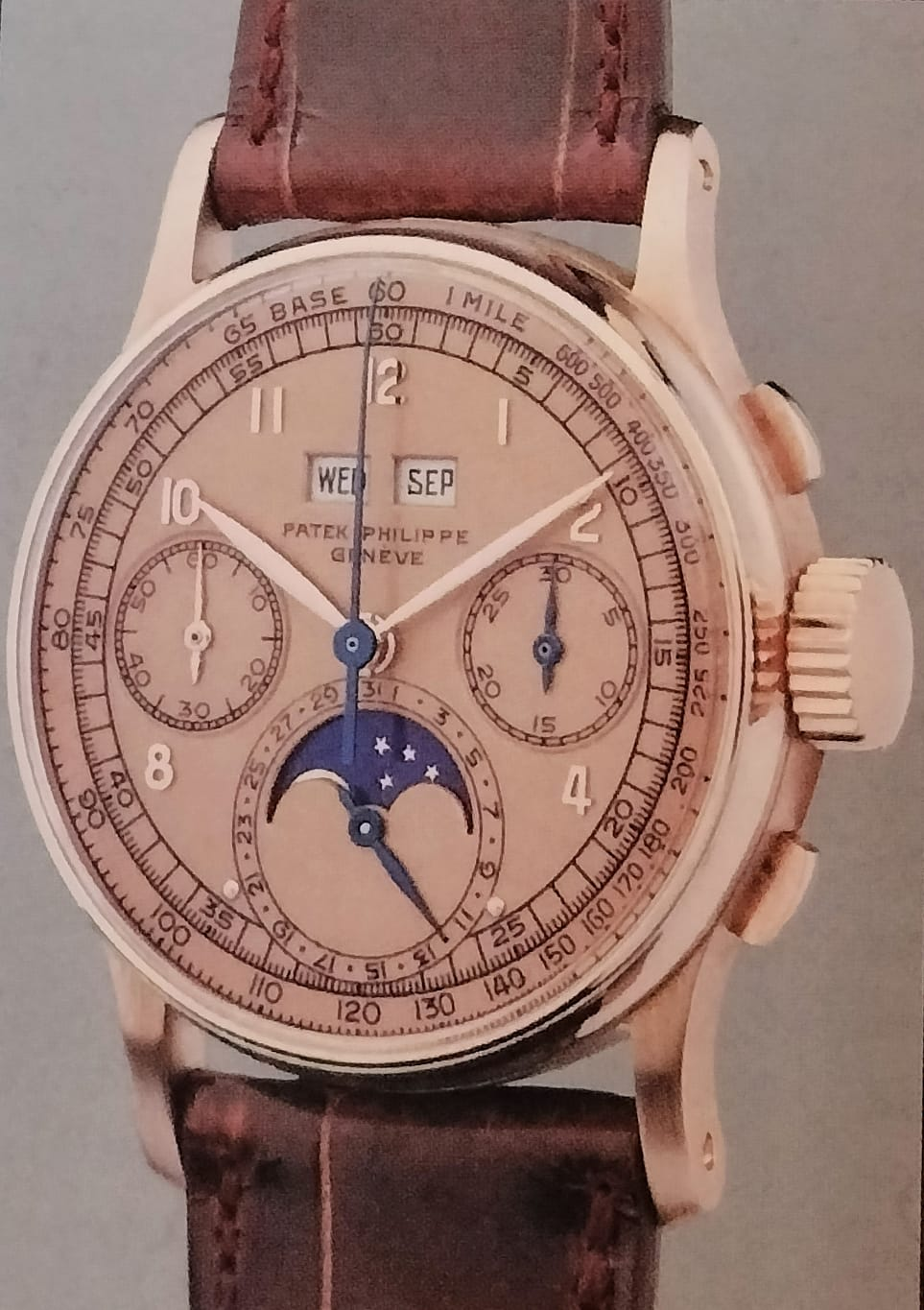
Patek Philippe cronografo calendario perpetuo ref. 1518, metà anni '40.

Verso la fine degli anni Quaranta Patek Philippe realizza il primo orologio da polso con le complicazioni di cronografo e calendario perpetuo.

### Il successo del cronografo da polso

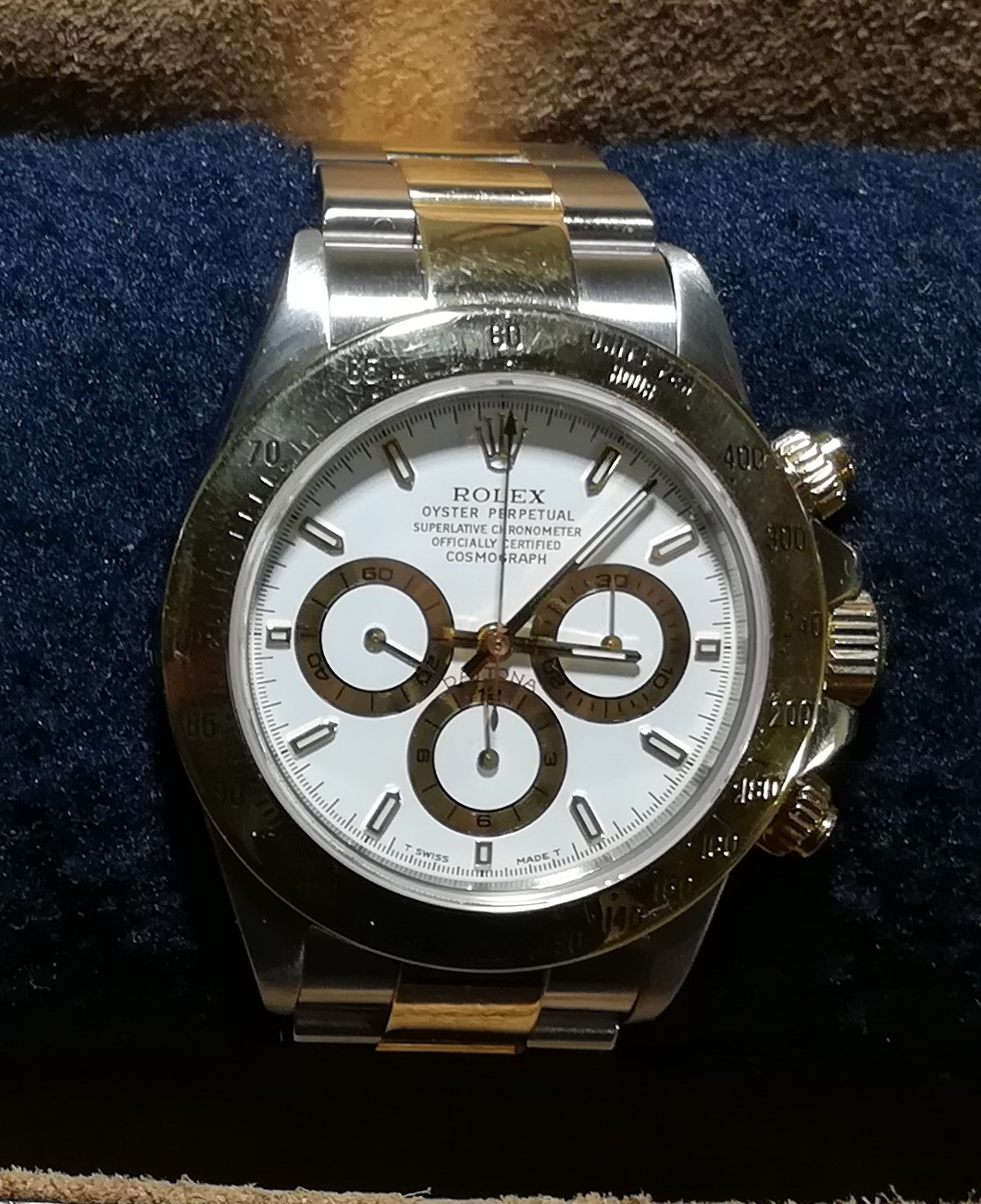
Rolex Daytona, fine anni '90

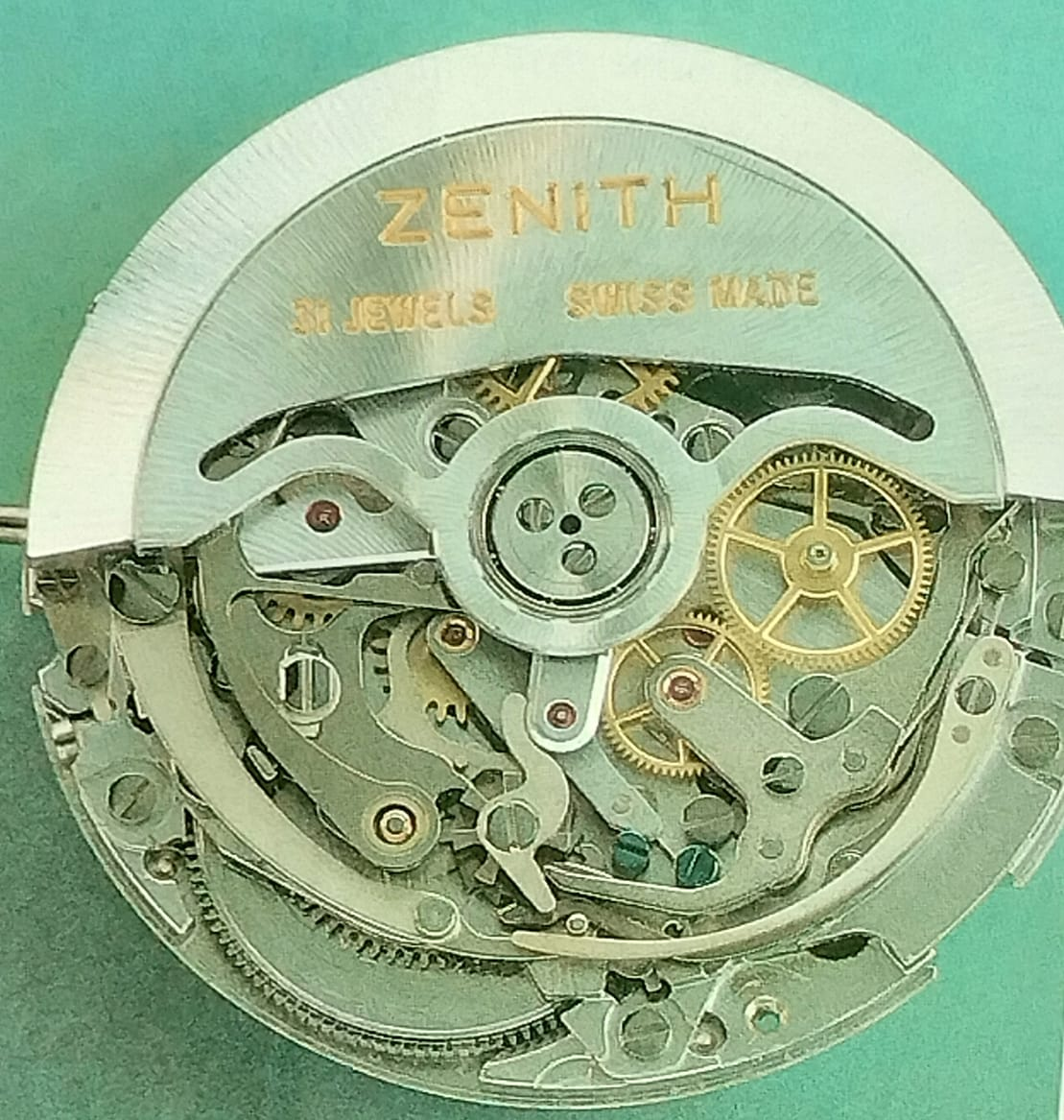
Calibro Zenith El Primero

Tra gli anni cinquanta e sessanta nascono numerosi importanti cronografi da polso, come l'Eberhard Extra Fort (nato negli anni Quaranta, ma perfezionato nel decennio successivo), il Breitling Navitimer (1952), l'Omega Speedmaster (1957), il Rolex Cosmograph (1961, più tardi ribattezzato Daytona), l'Heuer Autavia (1962), lo Zenith El Primero (1969), e molti altri. Lo Zenith, inoltre, diventa il primo cronografo con movimento automatico ad alta frequenza (da qui il nome El Primero, il primo), nonché uno dei primi cronografi automatici di sempre, lanciato sul mercato lo stesso anno del Seiko ref. 6139 e di vari orologi automatici che incassano un movimento cronografico modulare realizzato da un consorzio, chiamato Chronomatic, composto da Heuer-Leonidas, Hamilton, Buren, Breitling e Dubois-Dépraz. I cronografi prima del 1969, invece, montavano esclusivamente meccanismi a carica manuale.

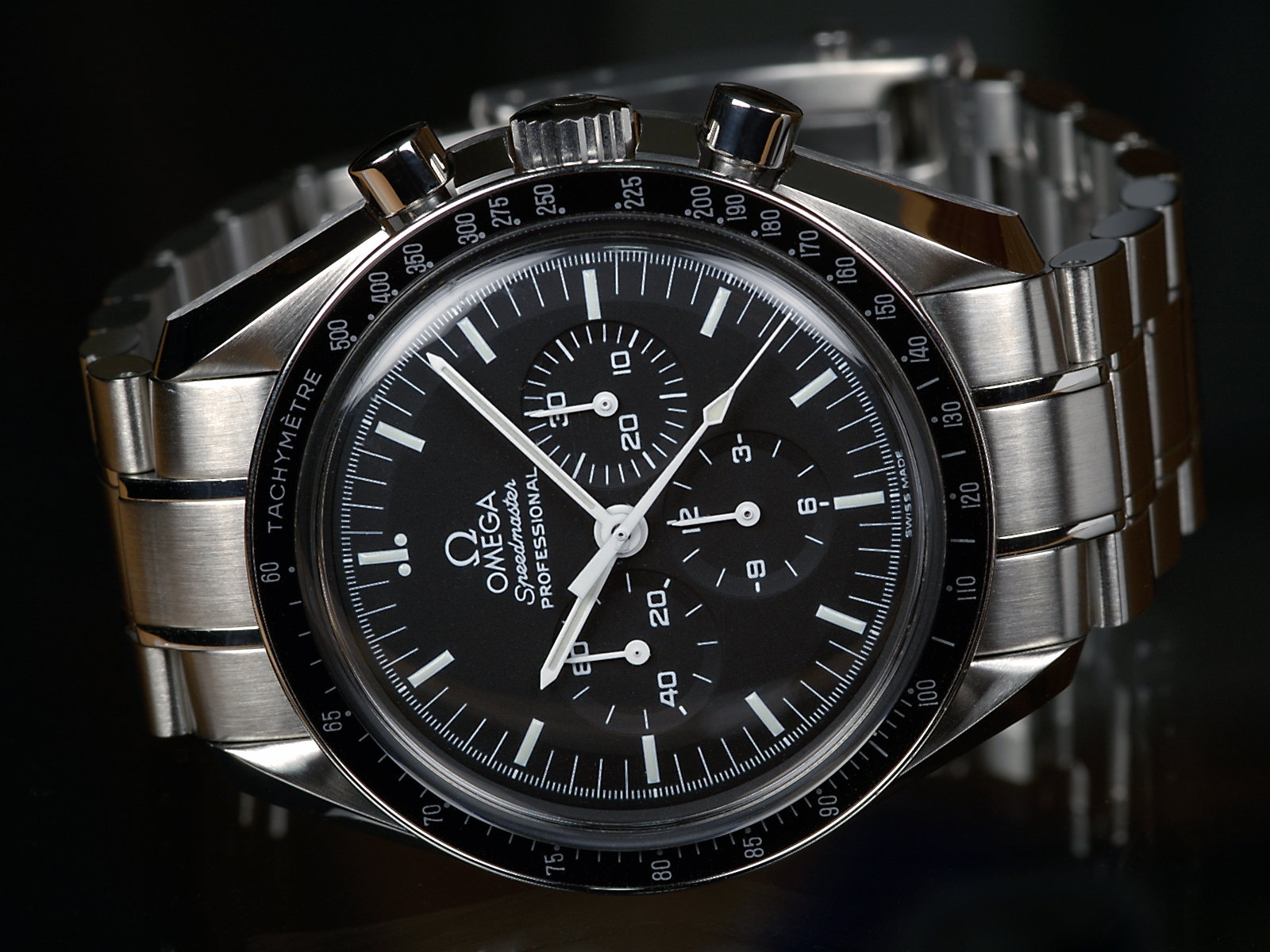
Omega Speedmaster Professional "Moonwatch"

Fino a metà anni Sessanta, tuttavia, i cronografi rappresentavano un mercato tutto sommato di nicchia, a causa del costo più elevato rispetto a orologi solotempo. Inoltre vi era il timore che il movimento più complicato potesse causare maggiore delicatezza dell'orologio e costi più elevati da sostenere in sede di revisione. Una massiccia campagna pubblicitaria, tuttavia, avvicina di più i giovani a questo tipo di segnatempo, spalancando così le porte alla diffusione dei cronografi da polso, visti meno come uno strumento tecnico e più come un vezzo estetico.

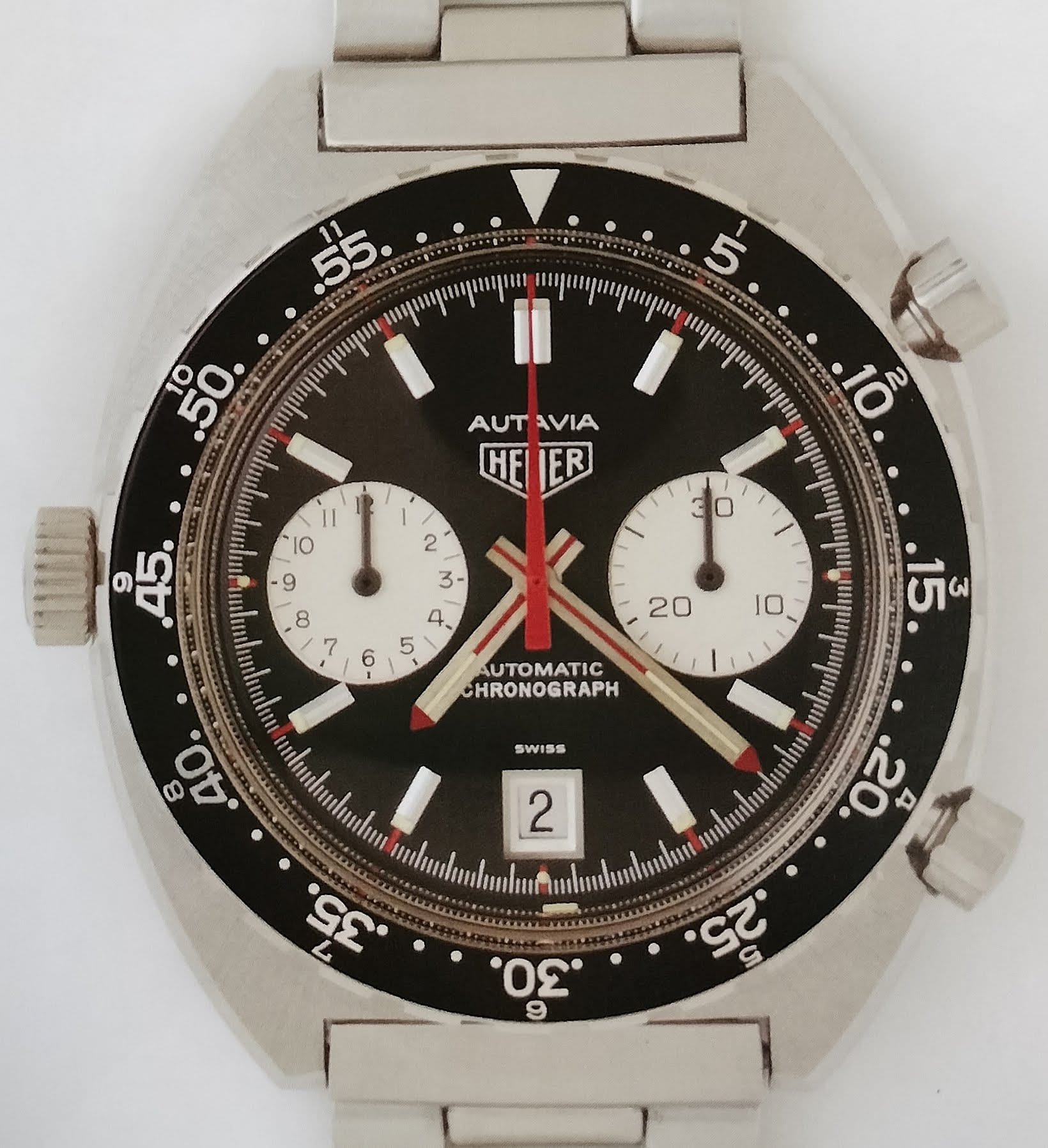
Heuer Autavia ref. 1163 con calibro automatico Chronomatic, fine anni Sessanta/primi Settanta.

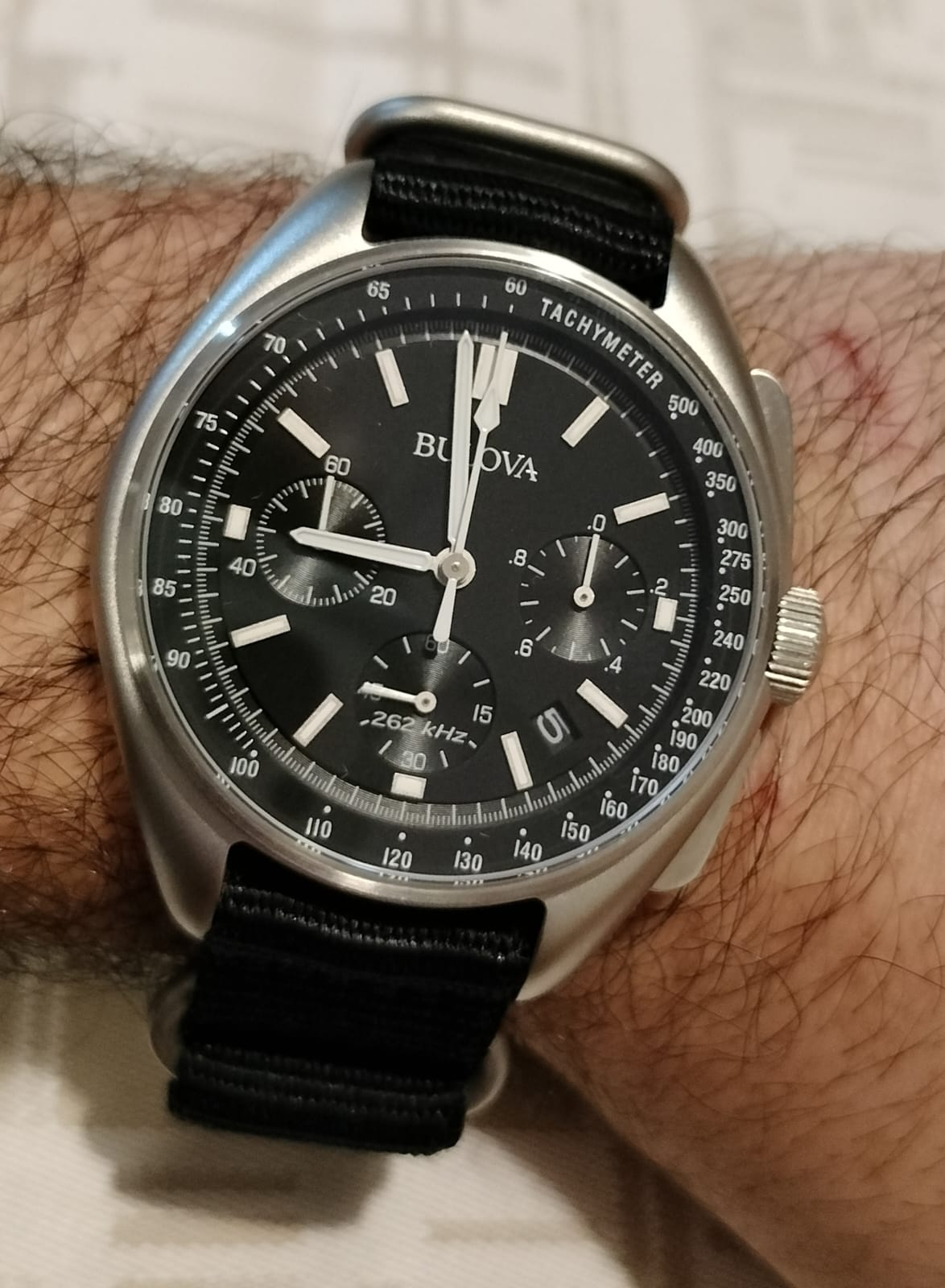
Bulova Lunar Pilot, fedele replica del modello atterrato sul suolo lunare durante la missione Apollo 15.

L'orologio da polso andò nello spazio (furono diversi marchi sovietici a farlo, come Strela e Raketa) e sbarcò anche sulla Luna: il primo fu proprio l'Omega Speedmaster (da quel momento ribattezzato Moonwatch), al polso dell'astronauta Buzz Aldrin. All'esperienza di Omega seguì quella di Bulova, con il suo Lunar Pilot. Ad oggi esistono diverse aziende specializzate nella realizzazione di orologi con caratteristiche funzionali alle missioni spaziali ed extraveicolari, quali la stessa Omega, Breitling e Fortis.

### L'elettricità negli orologi e l'avvento del quarzo
Il primo utilizzo dell'elettricità fornita da una batteria in un orologio da polso avvenne nell'Hamilton Ventura Electric, presentato nel 1957 e dotato del calibro 500, dotato di un bilanciere mosso da campi magnetici anziché da una molla.

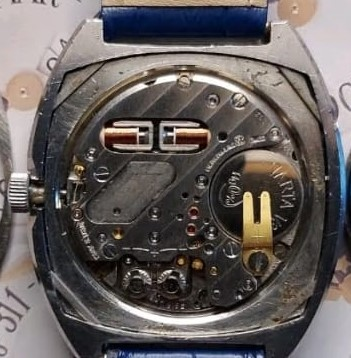
Movimento a diapason

Quasi in contemporanea veniva sviluppato il modello elettrico di Bulova con il nome di Accutron grazie all'invenzione dell'ingegnere elettronico svizzero Max Hetzel. Esso si basava su un dispositivo a diapason, senza molla né bilanciere; entrò in commercio nel 1960. Ebbe migliore fortuna del Ventura grazie a un costante sviluppo, mentre l'Hamilton soffriva di vari problemi tecnici mai risolti.

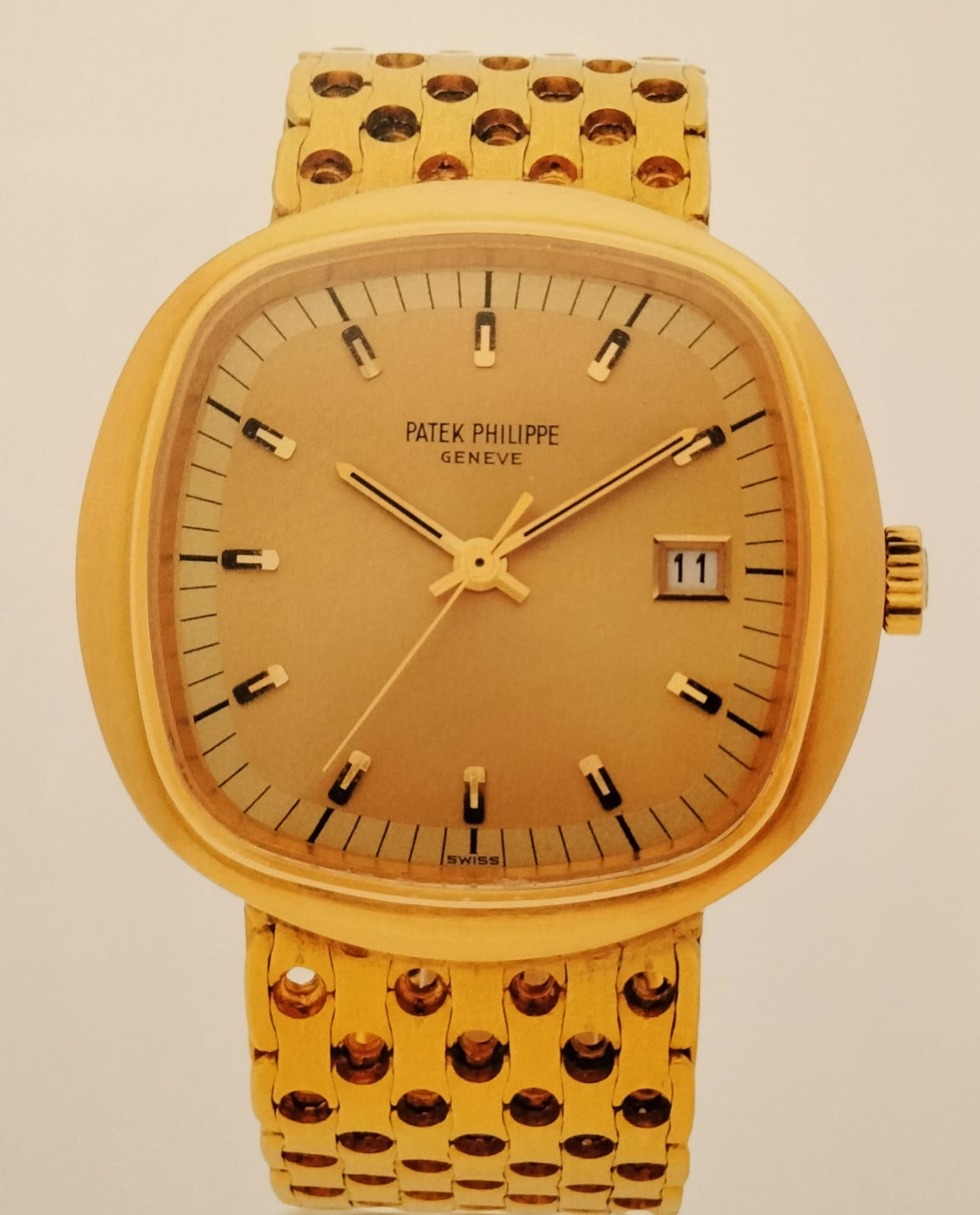
Patek Philippe ref. 3587 con movimento al quarzo Beta21, prima metà anni Settanta

Il primo prototipo di orologio al quarzo da polso fu sviluppato nei laboratori svizzeri CEH (acronimo di "Centre Electronique Horloger") nel 1962, al fine di contrastare il successo ottenuto dal Bulova Accutron. Fu così che nel 1969 nacque il meccanismo Beta21, oscillante a 8192 Hz. Il movimento prendeva il nome di Beta21 perché erano ventuno le aziende orologiere svizzere coinvolte nella sua progettazione e realizzazione. Esse erano: Omega, Rolex, IWC, Longines, Patek Philippe, Enicar, Rado, Favre-Leuba, Zodiac, Eberhard, Ebel, Juvenia, Doxa, Cyma, Jaeger-Le Coultre, Elgin, Movado, Zenith, Credos ed ESA (Ebauches S.A.) e la stessa Bulova, desiderosa di cercare un'alternativa ad un movimento, quello a diapason, delicato e non economico. Tuttavia anche il Beta21 si rivelò poco efficiente considerato nel suo complesso, in ragione del suo elevato ingombro (i circuiti non erano miniaturizzati), costoso da realizzare e di difficile manutenzione. Ciononostante anche altre case non facenti parte di queste ventuno originarie adottarono questo movimento su alcuni orologi. Lo stesso anno (per la precisione qualche mese prima), anche Seiko realizzò il primo orologio al quarzo, tanto che fu proprio il 35 SQ Astron della Seiko il primo modello a debuttare in commercio, nel dicembre 1969. Il movimento Seiko, inoltre, rispetto al Beta21, era molto più economico da realizzare, più affidabile e dal minore ingombro: per questo motivo il movimento Beta21 ben presto venne abbandonato da molte aziende facenti parte del CEH, le quali si misero in proprio per cercare di sviluppare autonomamente un calibro in grado di replicare le qualità di quello realizzato da Seiko. Dopo qualche anno nacquero così il quarzo proprietario di Rolex, nel 1977 (il 5035 con datario e il 5055 con datario e giorno della settimana), che venne montato sui modelli Oysterquartz e Oysterquartz Day-Date (mentre il primo Rolex al quarzo, invece, la ref. 5100 soprannominata "Texano", montava il Beta21) e quello di casa Omega (ribattezzato Megaquartz, datato 1974, che diventa l'orologio da polso al quarzo più preciso del mondo).

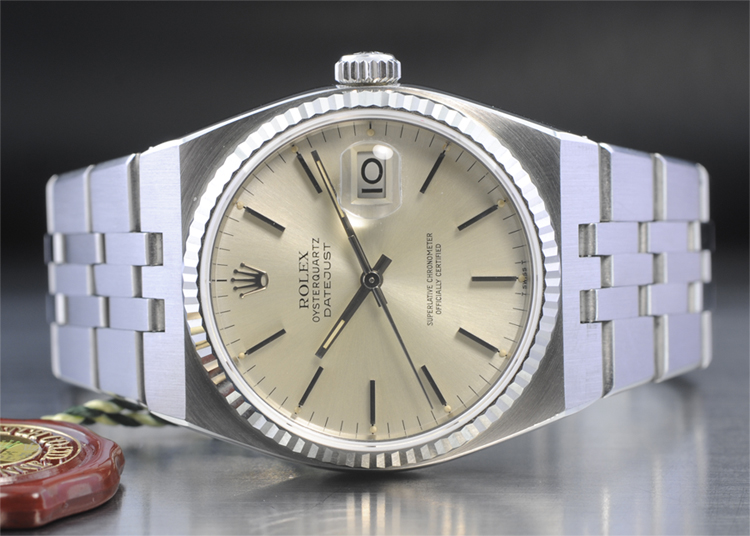
Rolex Datejust Oysterquartz, anni Settanta.

Il movimento al quarzo viene perfezionato da Girard-Perregaux, la quale aumenta la frequenza d'oscillazione del cristallo di quarzo fino a 32 kHz, aprendo così la strada ad una maggior precisione e affidabilità di calibri a pila, e ponendo uno standard rispettato ancora oggi.
In alcuni modelli oltre alla batteria sono impiegate come fonte di energia la luce solare o il movimento dello stesso orologio per mezzo di un generatore elettrico abbinato ad una massa oscillante.
Questi orologi erano ancora con quadrante analogico a lancette. Con lo sviluppo dell'elettronica e la riduzione dei prezzi divennero popolari a partire dagli anni settanta gli orologi digitali, che mostrano cioè l'ora direttamente con cifre invece che per mezzo di lancette, una novità rivoluzionaria.
Il primo orologio digitale fu il prototipo Pulsar, realizzato dalla collaborazione tra Hamilton Watch Company e Electro-Data nel 1970. La versione commerciale uscì nel 1972 ed aveva una serie di display a sette segmenti rossi, grandi consumatori di energia.
Successivamente arrivarono gli schermi a cristalli liquidi, con modelli a quattro cifre ed il modello a sei cifre Seiko 06LC, nel 1973. Un altro esempio di questi orologi è il Girard-Perregaux Casquette.
Con l'avvento del microprocessore gli orologi da polso possono includere funzioni varie tra cui cronografo, calcolatrice, videogioco, fotocamera, chiave USB, telefono cellulare ecc.
Nel 1974 Casio commercializza, con il nome CASIOTRON, il primo orologio da polso con display digitale multifunzione.
Molte aziende che non hanno la forza di investire nel quarzo falliscono, o chiudono per un certo periodo: è il caso, ad esempio, della più antica fabbrica ancora oggi esistente: Blancpain, che per buona parte degli anni Settanta non produce più orologi.

### Lo sviluppo del design
Negli anni settanta la sperimentazione del design prende il sopravvento e vengono concepiti orologi che tutt'oggi sono dei veri e propri cult: è del 1972 il primo Audemars Piguet Royal Oak, seguito, una manciata di anni più tardi, dall'IWC Ingenieur SL (1974) e dal Patek Philippe Nautilus (1976), anch'essi disegnati da Gérald Genta.

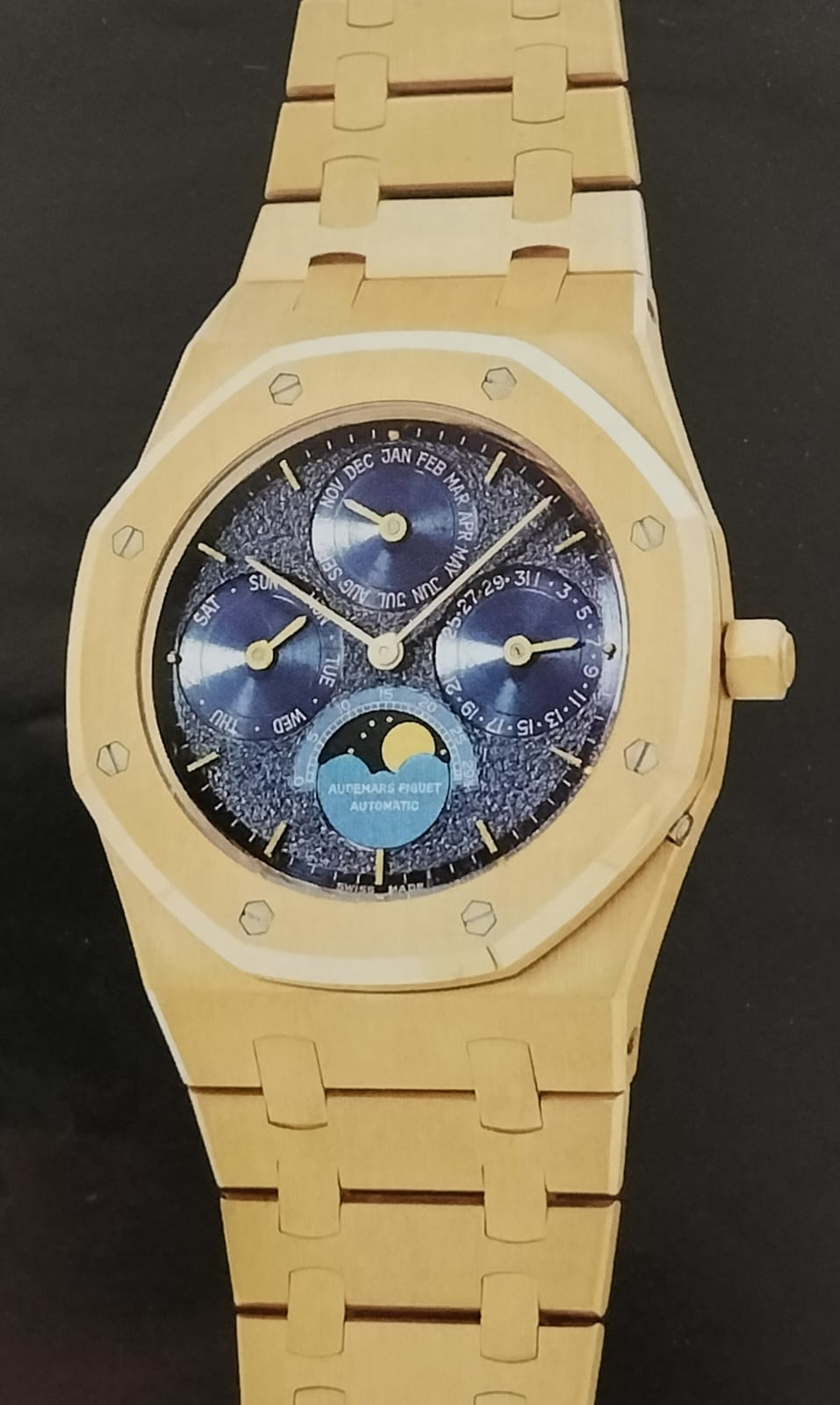
L'Audemars Piguet Royal Oak disegnato da Gérald Genta è diventata un'icona dell'orologiera mondiale, sia grazie al bracciale integrato, sia per la forma della lunetta (ottagonale) con le viti a vista. Qui è in versione oro con calendario perpetuo, risalente a metà anni Novanta.

L'innovazione di Royal Oak e Nautilus non è relativa solamente all'estetica, inusuale fino a quel momento, ma anche dal desiderio di concepire un segnatempo in acciaio, materiale da sempre più sportivo, e di elevarlo ad orologio di lusso. Nel 1977 è il turno del Vacheron Constantin 222.

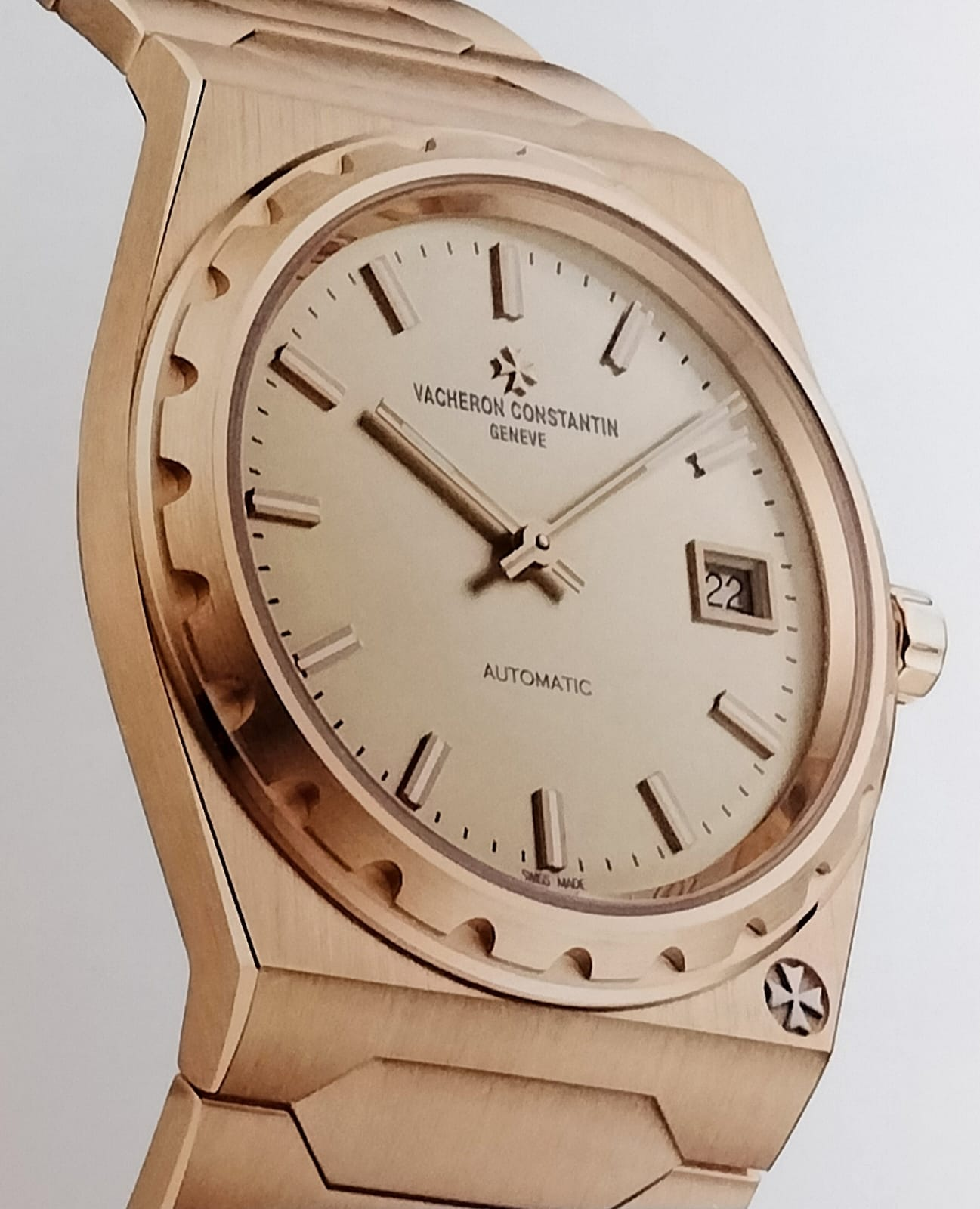
Vacheron Constantin Historique 222, fedele riproduzione del modello datato 1977.

Anche numerose altre case decidono però di realizzare orologi con queste caratteristiche: è il caso ad esempio del Rolex Oysterquartz, del Piaget Polo, dello Zenith Defy, del Tissot PRX, dello Chopard St. Moritz, del Baume & Mercier Riviera, del Nivada F77, del Frederique Constant Highlife e moltissimi altri, anche di orologi che creano veri e propri "hommage" all'estetica del capofila di questi gruppo di orologi, cioè il Royal Oak. Infatti aziende come Breil, Longines o Eberhard realizzano alcuni modelli esteticamente assai simili al design del modello uscito dalla matita di Genta. È proprio in questo periodo che nascono gli hommage. Ancora oggi, dopo oltre 50 anni dai primi orologi con bracciale integrato, il mercato ne ripropone, di già visti e di nuovi, come nel caso del Maurice Lacroix Aikon, del Citizen Tsuyosa, del Tudor Royal, dello Chopard Alpine Eagle, del Bulova Octagon o delle nuove generazioni dei modelli sopracitati.
Un altro orologio che ha segnato un importante sviluppo del design è stato l'Hublot MDM: alla Fiera di Basilea del 1980, infatti, per la prima volta si è visto un segnatempo che abbinava l'acciaio della cassa con il caucciù del cinturino.

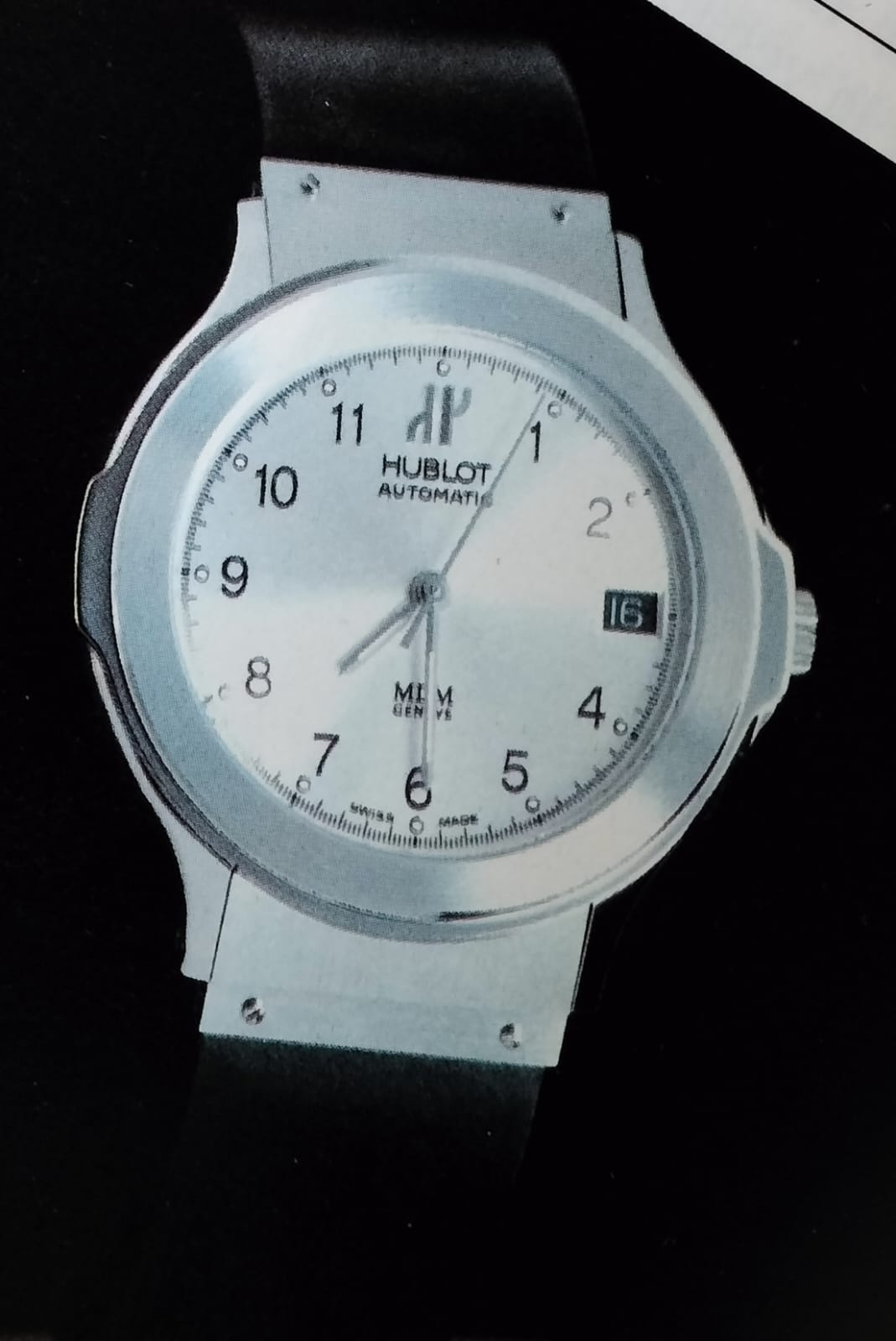
MDM Hublot automatico, anni Ottanta. E' stato il primo orologio ad abbinare la cassa acciaio al cinturino in gomma.

Oltre alla cassa, alcune case si dimostrano attente anche alla cura dei quadranti, reinterpretandoli in maniera più moderna: se, infatti, fino agli anni Cinquanta circa le Maison più prestigiose realizzavano una piccola parte dei propri segnatempo con quadranti dipinti, o in porcellana, negli anni Settanta alcune di esse (come Piaget, Rolex, Vacheron Constantin e molte altre) hanno presentato diversi orologi con il quadrante realizzato in pietra dura, come ad esempio onice, occhio di tigre, malachite, lapislazzuli, avventurina, meteorite eccetera. Negli anni Dieci e Venti del nuovo millennio questa tendenza è tornata e alcune aziende hanno ripreso a realizzare questo tipo di quadranti: in tal senso si segnalano le esperienze di Nivada, Paul Picot e Louis Erard.

### Anni Ottanta: dalla crisi alla rinascita
Gli anni ottanta segnano una grave crisi per l'orologeria tradizionale, sempre più ostacolata dallo sviluppo e dalla diffusione dei più moderni e pratici movimenti al quarzo, che non necessitano di carica, ma solamente di una pila da sostituire ogni paio d'anni circa.
In questo decennio Seiko mette in commercio un orologio con incluso un monitor televisivo. Poiché però l'elettronica per la ricezione radio e le batterie dell'epoca erano troppo ingombranti, furono alloggiati in una scatola esterna da portare in tasca.

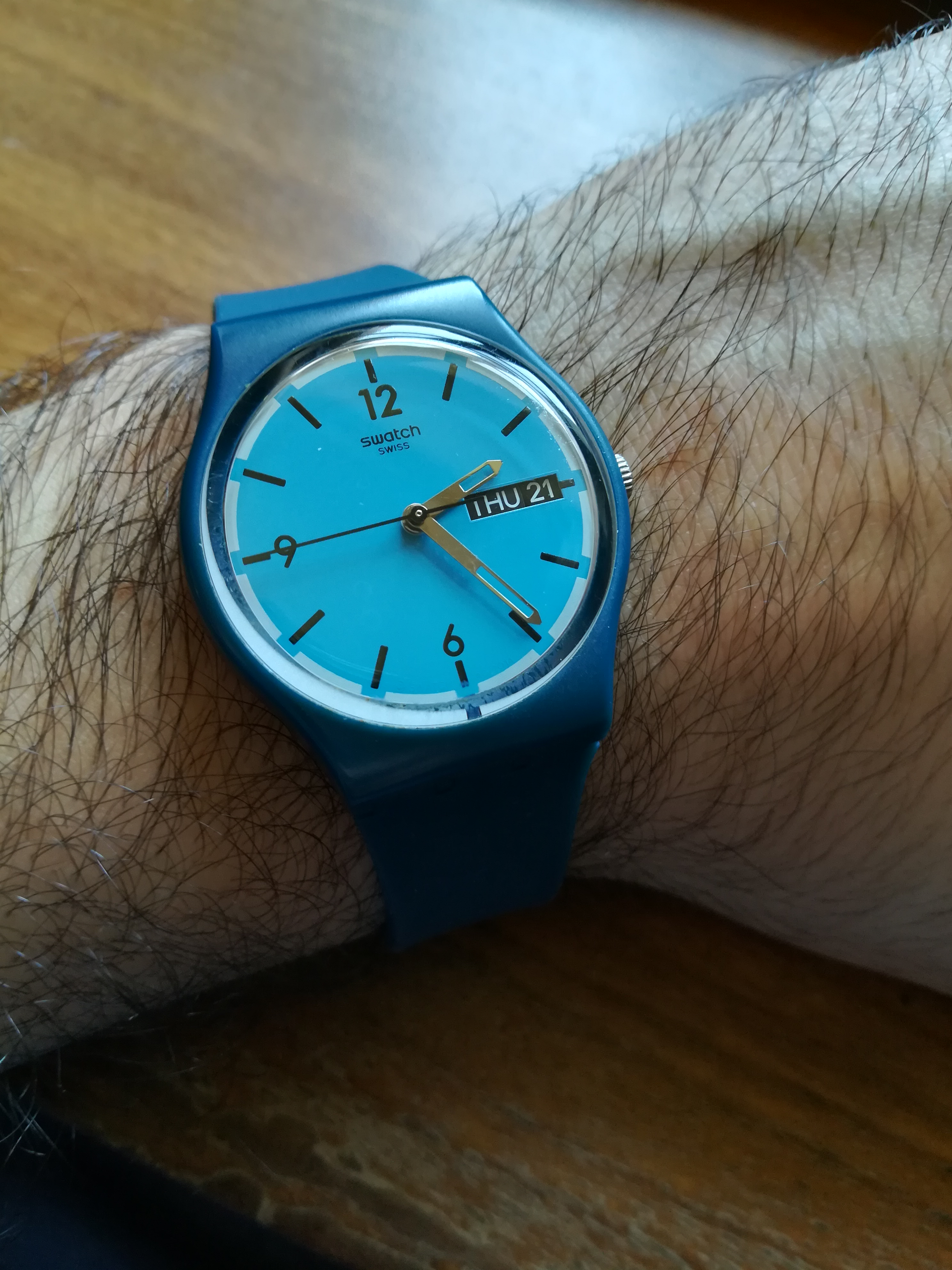
Swatch con movimento al quarzo, cassa in plastica e cinturino di gomma. Anni Duemila.

Nel 1983, da un'idea di Nicolas Hayek nasce Swatch, che propone orologi con casse in plastica colorata e movimenti al quarzo a prezzi contenuti. Proprio il carattere giocoso e autoironico del marchio fa ottenere a questa casa un successo incredibile, che rende Swatch un piccolo oggetto del desiderio, con costi alla portata di tutti.
A partire dal 1984 il mercato orologiero vede un ritorno di fiamma per i cronografi automatici dal design sportivo: il primo a far riaccendere l'interesse negli acquirenti è Breitling, con un modello tutto nuovo del Chronomat, rivisto in una versione sportiva e moderna, alimentata dal calibro Valjoux 7750 e lontana dall'omonimo antenato d'ispirazione militare. La fortunata esperienza del Chronomat viene riproposta anche da Paul Picot, con l'U BOOT (nel 1985) e con l'Eberhard grazie al Chronomaster Frecce Tricolori. Il rinnovato interesse verso il cronografo fa sì che anche Zenith torni a proporre il proprio movimento El Primero, che verrà anche fornito a case terze nel corso dei decenni quali Rolex (per il primo Daytona a carica automatica, fino al 1999, prima che Rolex lo sostituisca con un movimento interamente di manifattura), Panerai, Ebel e Parmigiani Fleurier.

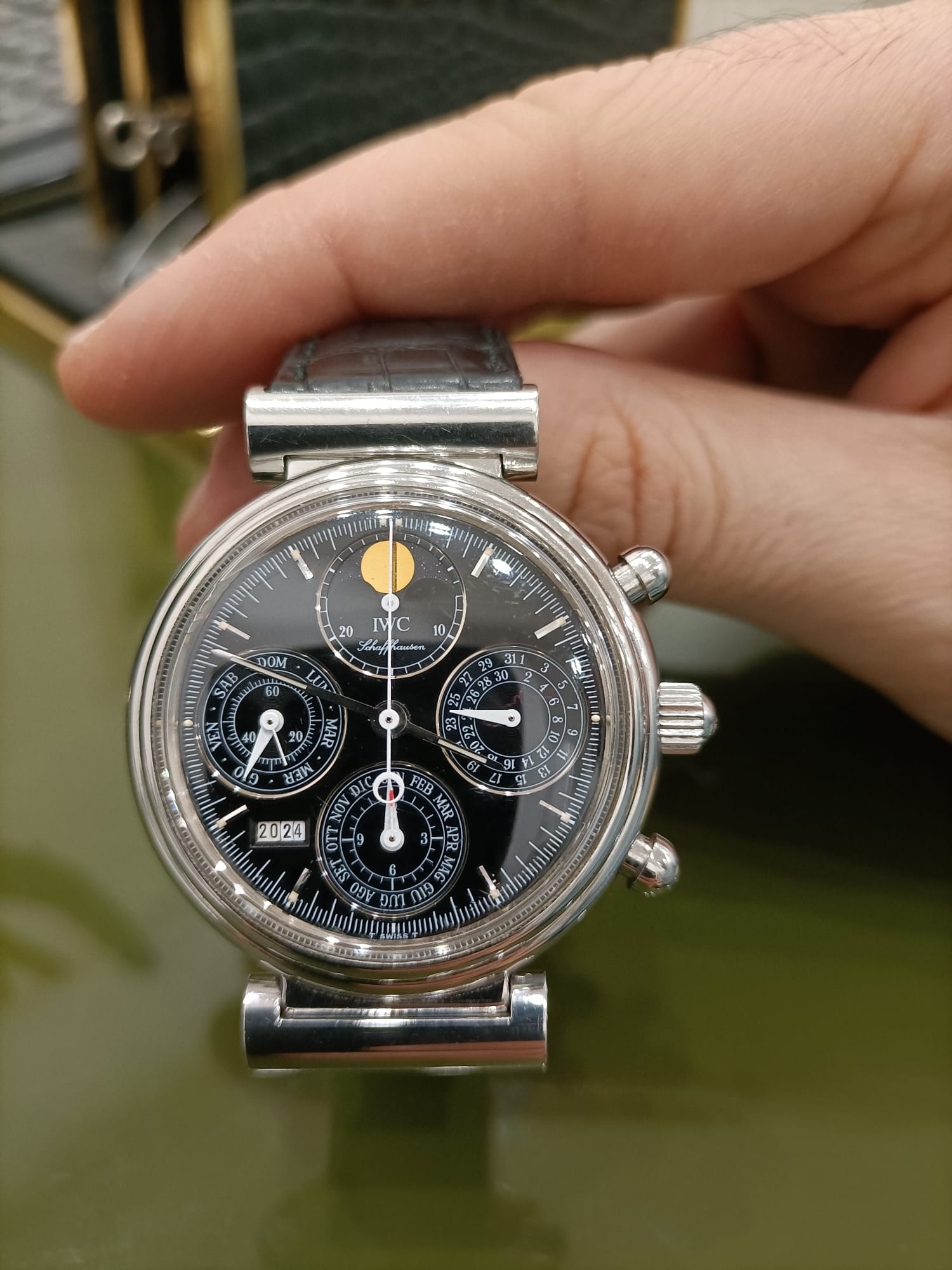
IWC Da Vinci cronografo calendario perpetuo, ref. 3750. Primo orologio a diffusione di massa dotato di calendario perpetuo. Risalente al 1985.

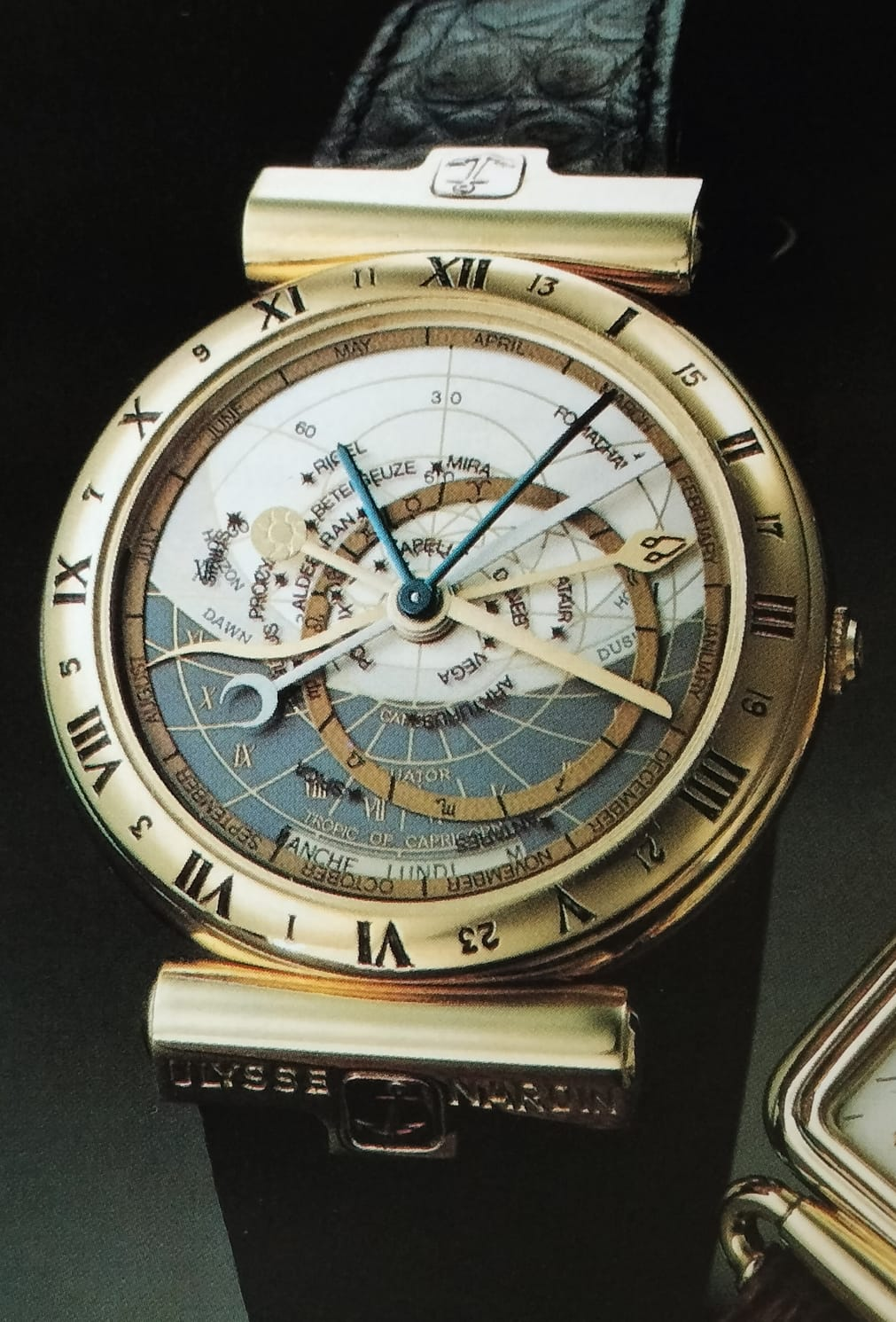
Ulysse Nardin Astrolabium Galileo Galilei, 1985, realizzato dall'orologiaio Ludwig Oechslin. Quando era uscito era uno degli orologi più complicati mai prodotti.

Le case orologiere svizzere propongono un lento, ma progressivo ritorno all'orologeria tradizionale, proponendo di nuovo meccanismi meccanici. Verso metà anni Ottanta rifioriscono alcune importanti complicazioni, in produzione limitatissima: è il caso di importanti Maison come Vacheron Constantin, Audemars Piguet, Patek Philippe, Breguet, Gérald Genta, Piaget, Ulysse Nardin, le quali producono segnatempo scheletrati con finiture di altissimo livello, od orologi con complicazioni di calendario perpetuo o ripetizione minuti.

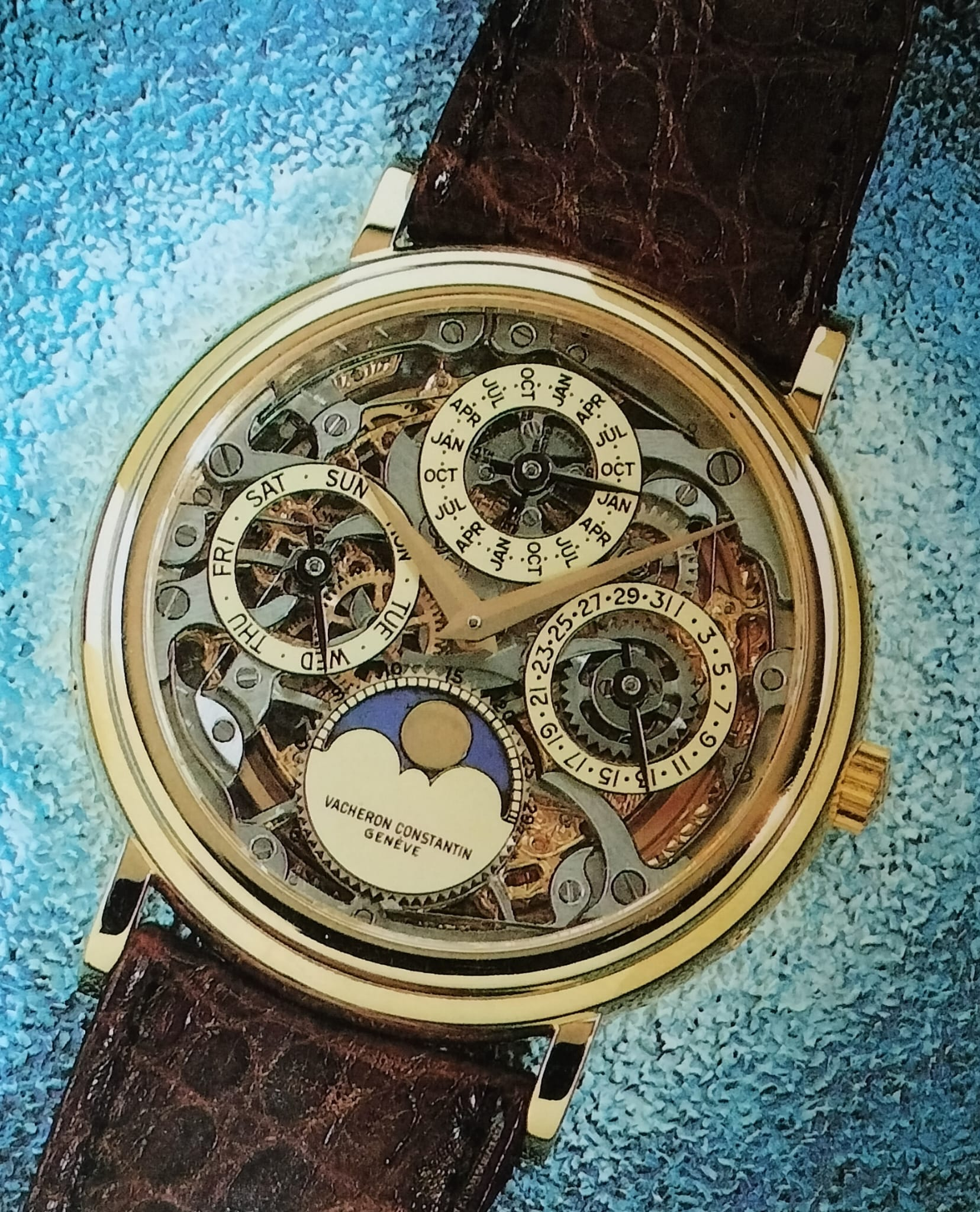
Uno dei modelli di punta di Vacheron Constantin di metà anni '80 è questo calendario perpetuo scheletrato.

Un altro esempio è dato da Blancpain, la quale aveva dovuto cessare la produzione negli anni Settanta poiché non si era mai adattata alla rivoluzione del quarzo: l'acquisizione dell'azienda da parte del manager orologiaio lussemburghese Jean-Claude Biver ha contribuito alla rinascita della prima Maison orologiera e alla realizzazione di orologi meccanici con importanti complicazioni. Grazie all'intervento di Biver, Blancpain è tornata nell'Olimpo dell'orologeria mondiale.

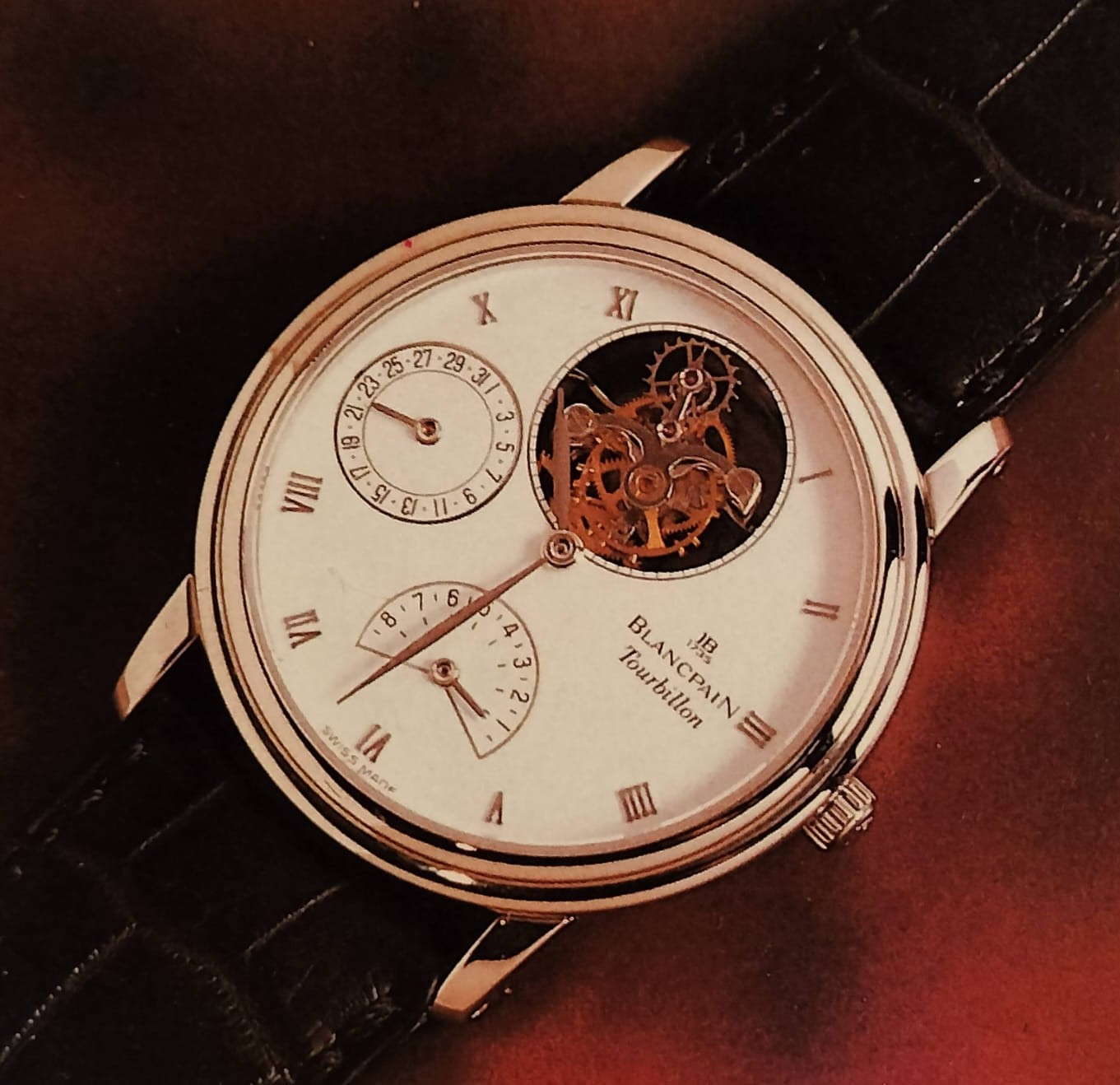
Blancpain Tourbillon con otto giorni di riserva di carica, fine anni Ottanta

A seguito di questa rinnovata tendenza verso l'orologeria meccanica, le grandi maison orologiere tornano a produrre orologi di alta gamma con complicazioni, a partire dal già citato cronografo, sino ad arrivare a miniaturizzare assieme in un movimento da polso calendario perpetuo e ripetizione minuti, oppure le suonerie. È del 1985 invece il primo orologio da polso con calendario perpetuo a grande diffusione: si tratta dell'IWC Da Vinci (ref. 3750), il quale combina la funzione del cronografo al modulo del calendario perpetuo concepito dall'orologiaio Kurt Klaus. 

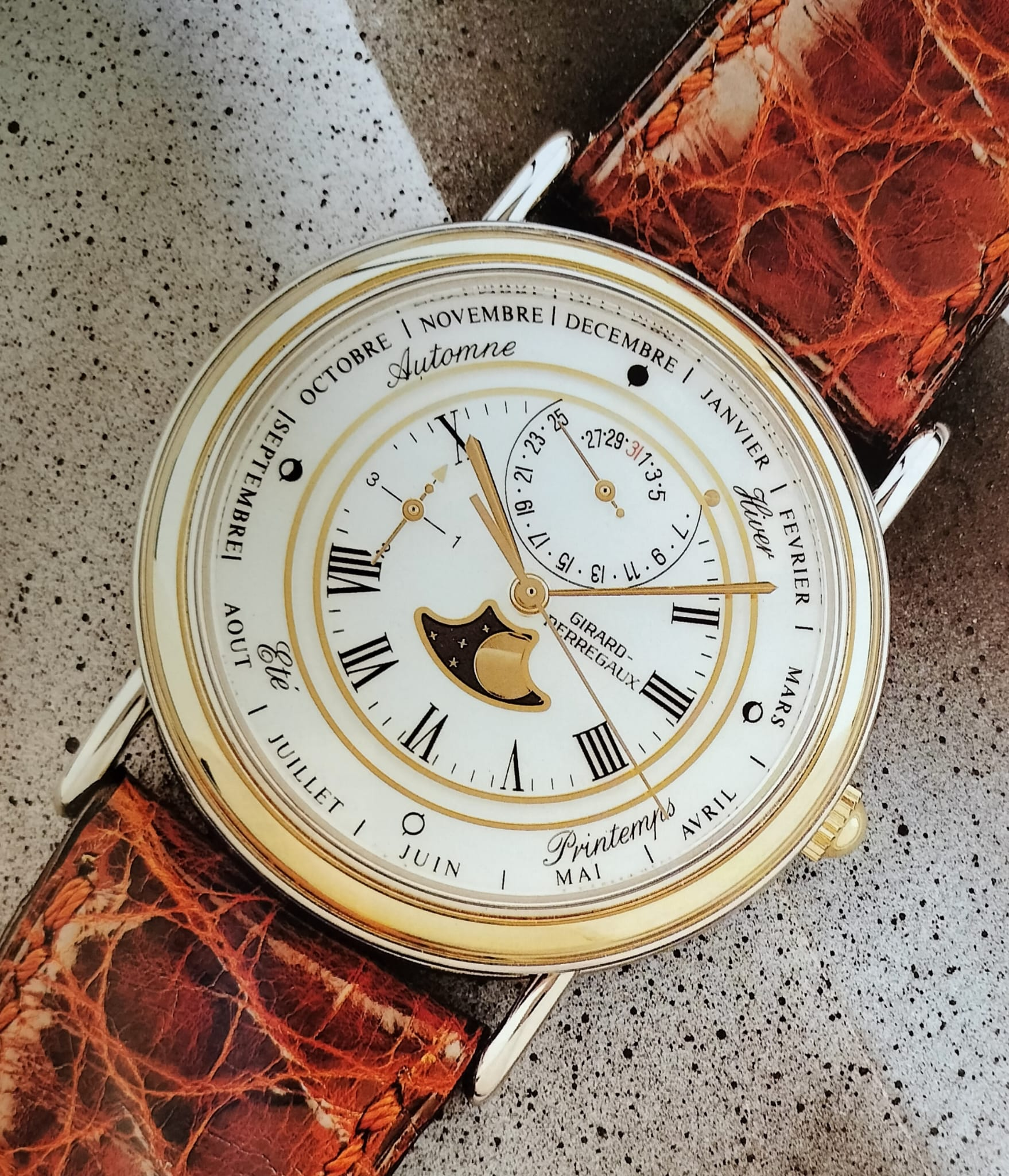
Girard Perregaux Equation Perpetuelle con movimento ibrido base tempo al quarzo e complicazioni meccaniche, seconda metà anni Ottanta.

In altri casi alcune aziende (come Girard-Perregaux, Jaeger-LeCoultre, IWC: queste ultime due dal 1978 all'interno della medesima holding tedesca VDO Adolf Schindling AG) propongono un movimento ibrido, dotato di una base al quarzo e di complicazioni meccaniche, con cui cercano di coniugare i vantaggi di entrambi i movimenti, come ad esempio l'affidabilità del quarzo e il prestigio dell'orologeria meccanica. Ciononostante questa esperienza non ottiene grande successo per via dei costi elevati e per lo scetticismo dei collezionisti che non vogliono scendere a compromessi acquistando un orologio al quarzo.

### Anni Ottanta e Novanta: la nascita degli primi orologiai indipendenti

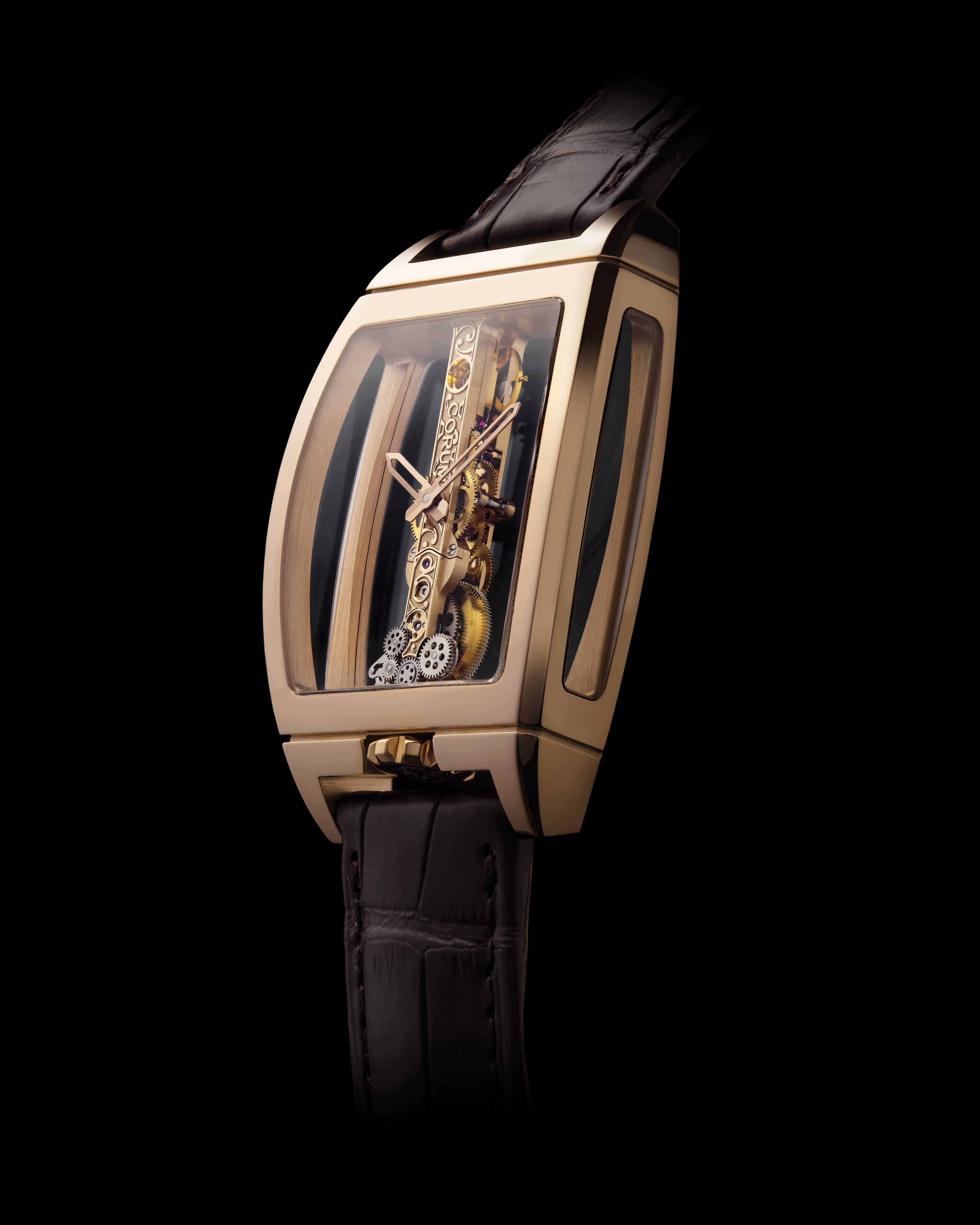
Corum Golden Bridge. Il primo di questa serie venne concepito da Vincent Calabrese.

Nel 1985 Svend Andersen (già fondatore della Maison indipendente Andersen) e Vincent Calabrese (ex orologiaio di Corum ed ideatore dell'orologio Golden Bridge) istituiscono l'AHCI, l'accademia orologiera dei creatori e costruttori indipendenti.
Daniel Roth, conclusa l'esperienza in Breguet, avvia la sua attività da orologiaio indipendente nel 1988.

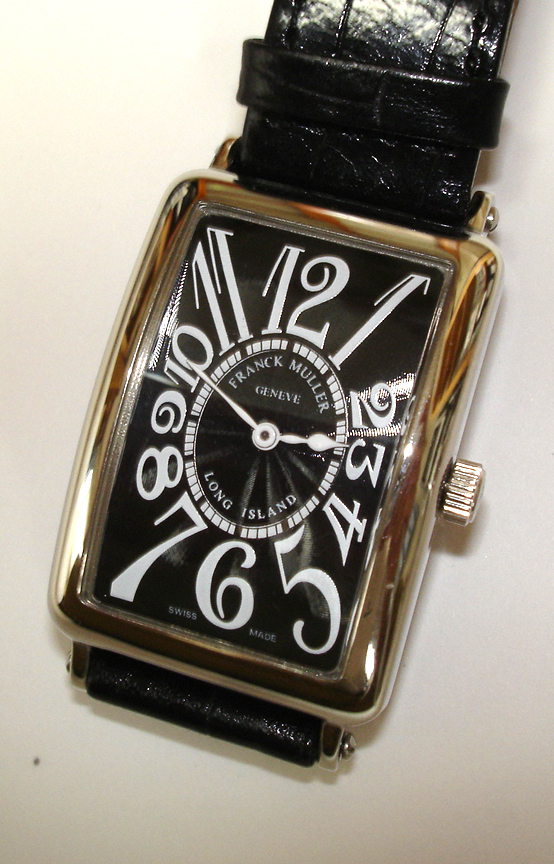
Franck Muller Long Island

Nel 1992 il maestro orologiaio Franck Muller apre la sua personale azienda, affermandosi come maestro delle complicazioni. Stessa sorte tocca a George Daniels, che realizza in questi anni i suoi primi orologi con scappamento coassiale (brevetto poi venduto ad Omega), e nel 1994 a Kari Voutilainen, che realizza quell'anno il suo primo segnatempo.
Altri importanti orologiai indipendenti degni di nota sono Urban Jurgensen, Philippe Dufour, Chrisophe Claret (già orologiaio per Ulysse Nardin), Ludovic Ballouard.

### Il nuovo millennio
Nel 2000 fu messo sul mercato un orologio con TV completamente integrata ed autonomia di un'ora.
Diverse aziende hanno provato a realizzare orologi da polso includenti un computer.
L'IBM ne ha realizzato un modello in grado di fare girare Linux.
Alcuni orologi sono in grado di sincronizzarsi con un segnale orario trasmesso via radio e derivato da orologi atomici. Si parla quindi di orologio radiocontrollato, sviluppato da Junghans e da Citizen. Diverse aziende sviluppano anche la tecnologia di alimentazione ad energia solare, così da rendere la batteria all'interno del movimento un accumulatore di carica: nascono così gli Junghans Mega Solar, i Citizen Eco-Drive, i Seiko Solar e il TAG Heuer Solargraph.

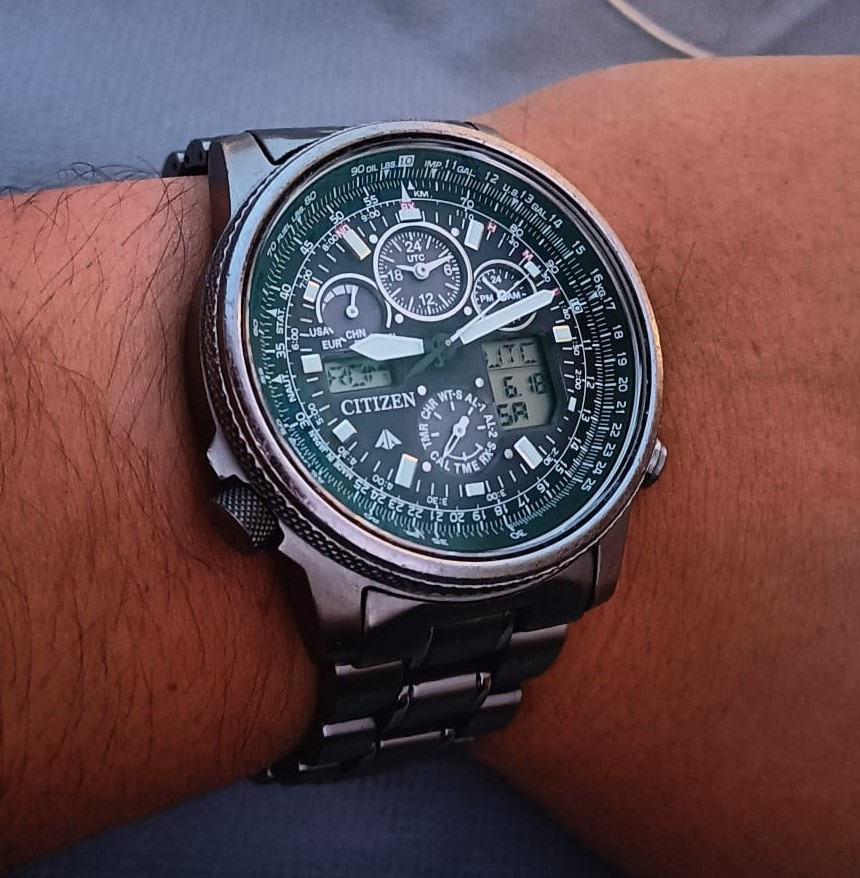
Citizen Super Pilot radiocontrollato in titanio

Altro tipo di orologi da polso sono quelli ad affissione dicroica, ovvero quel tipo di orologio che ha sia le lancette (analogico) che un display con i numeri (digitale).
Nonostante l'economicità, precisione e affidabilità degli orologi digitali, attualmente gli orologi meccanici non sono completamente scomparsi. Anzi in alcuni casi sono divenuti status symbol. Lo smartwatch, pur non essendo un orologio nel senso stretto del termine, prende spunto dalle forme del tradizionale orologio da polso, arricchendone le funzionalità proprie di PC e cellulari.
Nel 2001 Ludwig Oechslin, per Ulysse Nardin, crea il Freak, il primo orologio in cui sia stato utilizzato il silicio (materiale non tradizionale in orologeria, ma oggi di grande impiego), nonché orologio privo di corona di carica (si carica manualmente ruotando il fondello e si regola l'ora agendo dalla ghiera). Inoltre nel Freak l'orario è indicato direttamente dal movimento, in quanto sono le componenti del calibro che, muovendosi, segnano l'ora esatta.

### Attualità
Si sono diffuse molte aziende orologiere indipendenti, laddove invece le case più storiche si sono spesso trovate costrette, per superare periodi di crisi (come la Grande Depressione o l'avvento del quarzo), a unirsi in conglomerati orologieri (lo Swatch Group, Richemont, LVMH...). Queste aziende indipendenti si contraddistinguono per l'esiguità dei pezzi prodotti ogni anno e l'elevata artigianalità dei loro prodotti, contraddistinta anche da un prezzo non alla portata del grande pubblico. Alcune di queste Maison hanno ottenuto notevole notorietà grazie a importanti sponsorizzazioni, ad esempio nel mondo dello sport, come è accaduto per Richard Mille, o per complicazioni all'avanguardia (come nel caso degli orologi a funzionamento idraulico proposti da HYT). Parallelamente a questi aziende di alta gamma ne sono sorte anche altre rivolte ad un pubblico più generalista, anch'esse però non legate a holding. Queste ultime aziende sono solite essere chiamate "microbrand".
Le aziende orologiere tradizionali, oltre a sviluppare nuovi modelli e nuove complicazioni, segnando diversi record in termini di complicazioni e di innovazioni apportate, hanno attinto a piene mani nel loro passato per proporre segnatempo moderni, ma dal design che si richiama ai passati decenni.

## Maggiori produttori
Tra i maggiori produttori di orologi da polso figurano da sempre Italia, Svizzera, Francia, Germania, Giappone, U.S.A. e dai primi anni di questo secolo pure la Cina. Da citare inoltre la Russia, dove diversi marchi realizzano segnatempo, per uso civile e militare, apprezzati dagli esperti.

### Italia

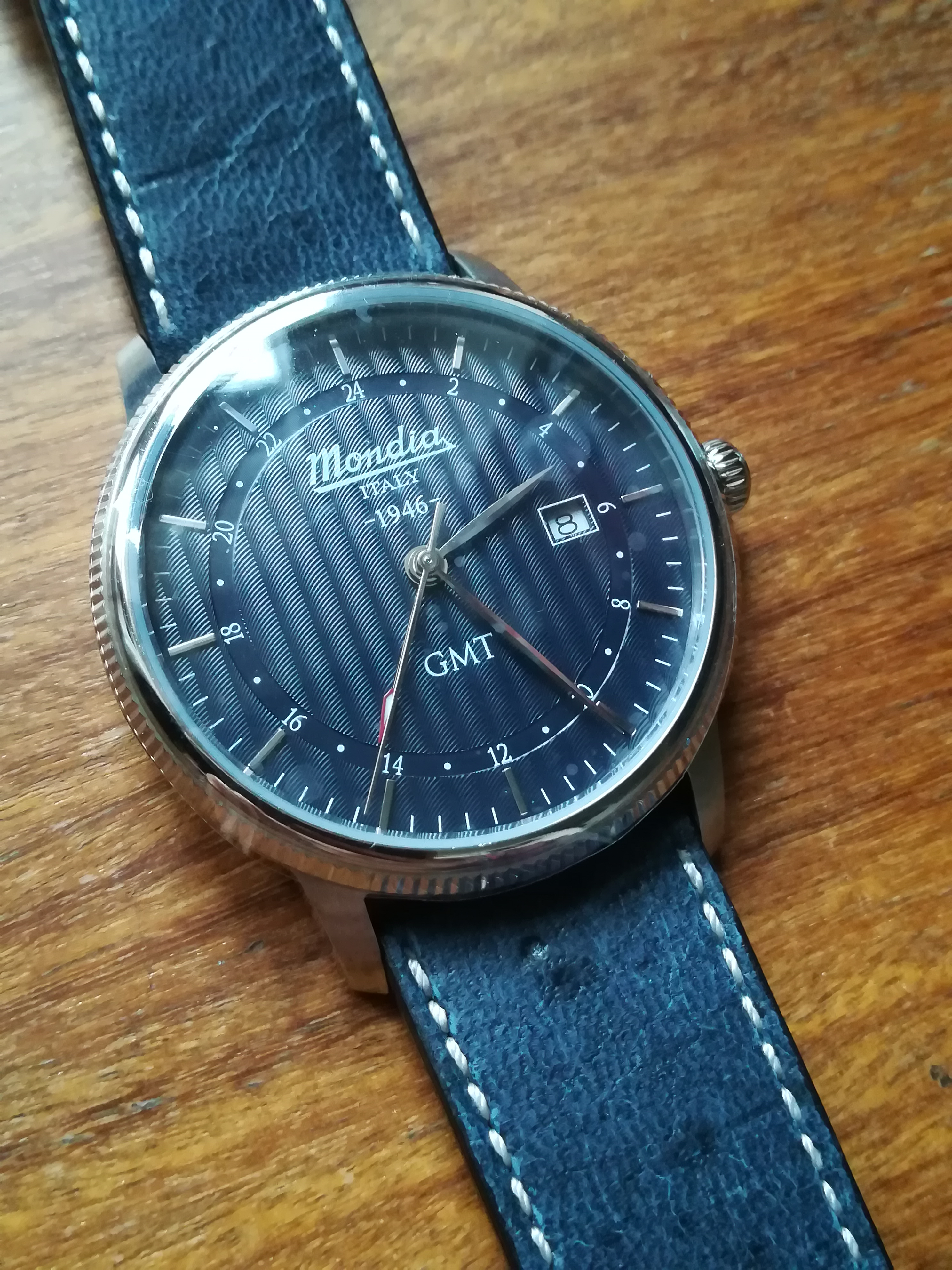
Orologio da polso Mondia, anni Duemiladieci.

La vocazione orologiaia è tradizionalmente radicata in molte zone di Lombardia (Wyler Vetta, Breil, Lorenz, Pryngeps, Mondia, Buccellati, Lamberti Orologiai, Inceptum, Pierre Bonnet, ToyWatch), Veneto (Sector, Montegrappa, Morellato, Echo Neutra, Venezianico, Naloni), Piemonte (Allemano Time, Damiani, G.A.W.-Gruppo Ardito Watches), Emilia-Romagna (Perseo, Donax), Toscana (Panerai, Anonimo Watches, Visconti, Gucci, Locman, Torrini, Margi orologi, TB Buti, Orologi Calamai), Lazio (Bulgari, Zannetti), Umbria (Sante Castignani), Campania (Philip Watch), Puglia (VeriWatch): a fianco di queste aziende hanno operato e operano storici orologiai imprenditori come Giulio Morellato, Domenico Morezzi (fondatore di OISA, prima manifattura italiana), Filippo Giardiello, Giovanni Panerai, Riccardo Zannetti, Carlo Ferrara, Lorenzo Ruzza. Attorno agli anni Trenta del secolo scorso pure in Italia si diffondono massicciamente gli orologi da polso, che prendono il sopravvento su quelli da tasca, anche grazie all'attività dell'azienda Morellato, specializzata nella realizzazione dei cinturini in pelle di qualità.
Nel secolo scorso le grandi firme della gioielleria italiana si avvalevano della collaborazione di orologiai per produrre pregiati orologi in platino, oro, argento. Con l'avvento del XXI secolo, che ha visto l'espansione commerciale nel mondo delle tante aziende italiane di abbigliamento, gli orologi da polso sono diventati accessori prodotti e marchiati da quasi tutti i cosiddetti giganti italiani della moda (Dolce & Gabbana, Armani, Versace, Diesel, Gucci e molti altri), realizzati da licenziatari spesso situati in paesi asiatici. In pochi casi, invece, queste importanti aziende hanno realizzato orologi prestigiosi, spesso in collaborazione con orologiai svizzeri: è il caso recente di Giorgio Armani, che ha prodotto un orologio di pregio in collaborazione con il maestro orologiaio svizzero Michel Parmigiani, o quello, antecedente, di Versace che collaborò con Franck Muller.
Oltre le aziende sopracitate, in passato molte gioiellerie blasonate registravano appositamente marchi per poter vendere orologi che venivano assemblati in Svizzera e commercializzati in via esclusiva dalla gioielleria che aveva registrato il marchio. Per questo fatto, tra gli anni Cinquanta e Settanta sono sorti e hanno prosperato numerosissimi marchi che oggi non esistono più: alcuni esempi sono Gala, Sofior Grey, Lover, Silver, Sexima e molti altri. Fenomeno più raro, ma ancora oggi ravvisabile, quello di alcune gioiellerie storiche che marchiano con il proprio nome i quadranti di alcuni orologi, che fanno assemblare in Svizzera, Cina o Giappone.

### Svizzera
Negli anni settanta del XX secolo l'industria orologiera svizzera versava in condizione di grave crisi, in parte a causa del superamento degli orologi meccanici da parte dei digitali, in parte per la crisi economica successiva alla choc petrolifero che ridusse notevolmente la richiesta di beni di lusso.
Agli inizi degli anni ottanta, Nicolas Hayek, imprenditore svizzero nel ramo dell'elettronica, riesce a guidare la fusione tra le preesistenti ASUAG (Allgemeine Schweizerische Uhren AG) e SSIH (Société Suisse pour l'Industrie Horlogère SA), le due più importanti holding di produzione orologiaia, nella nuova società SMH (Société Suisse de Microélectronique et d'Horlogerie SA), con il preciso scopo di produrre un nuovo tipo di orologio, dai costi popolari e dal design accattivante.
Il risultato fu presentato il 1º marzo 1983 con il nome Swatch, contrazione di "swiss watch" (orologio svizzero). Il prezzo variava dai 39,90 ai 49,90 franchi svizzeri.
Il risultato fu raggiunto riducendo notevolmente il numero di componenti di un orologio ed il tempo di fabbricazione, abbattendo così i prezzi. Inoltre, grazie ai suoi artisti, era in grado di produrre una nuova collezione ogni anno, trasformando l'orologio da polso da un oggetto "per sempre" a un elemento di moda da cambiare di frequente. Questi orologi furono oggetti ambìti di collezionismo e divennero status symbol tra i giovani. Quanto accaduto è ancora oggi oggetto di studio nelle scuole di design per dimostrare il potenziale commerciale del design industriale.
Negli anni successivi, la SMH, che ha acquisito definitivamente il nome The Swatch Group nel 1998, porta avanti una serie di acquisizioni di marchi storici dell'orologeria svizzera (Omega/Tissot, Longines e Rado negli anni '80 e Breguet negli anni '90) imponendosi così come principale produttore di orologi mondiale.
Importante produttore svizzero di orologi da polso è Rolex, marchio ideato dall'orologiaio e imprenditore tedesco Hans Wilsdorf nel 1908; pure il marchio Tudor fu lanciato da Wilsdorf nel 1926. Altri marchi storici svizzeri sono Blancpain, Vacheron Constantin, Patek Philippe, 
Zenith, Audemars Piguet.

### Francia

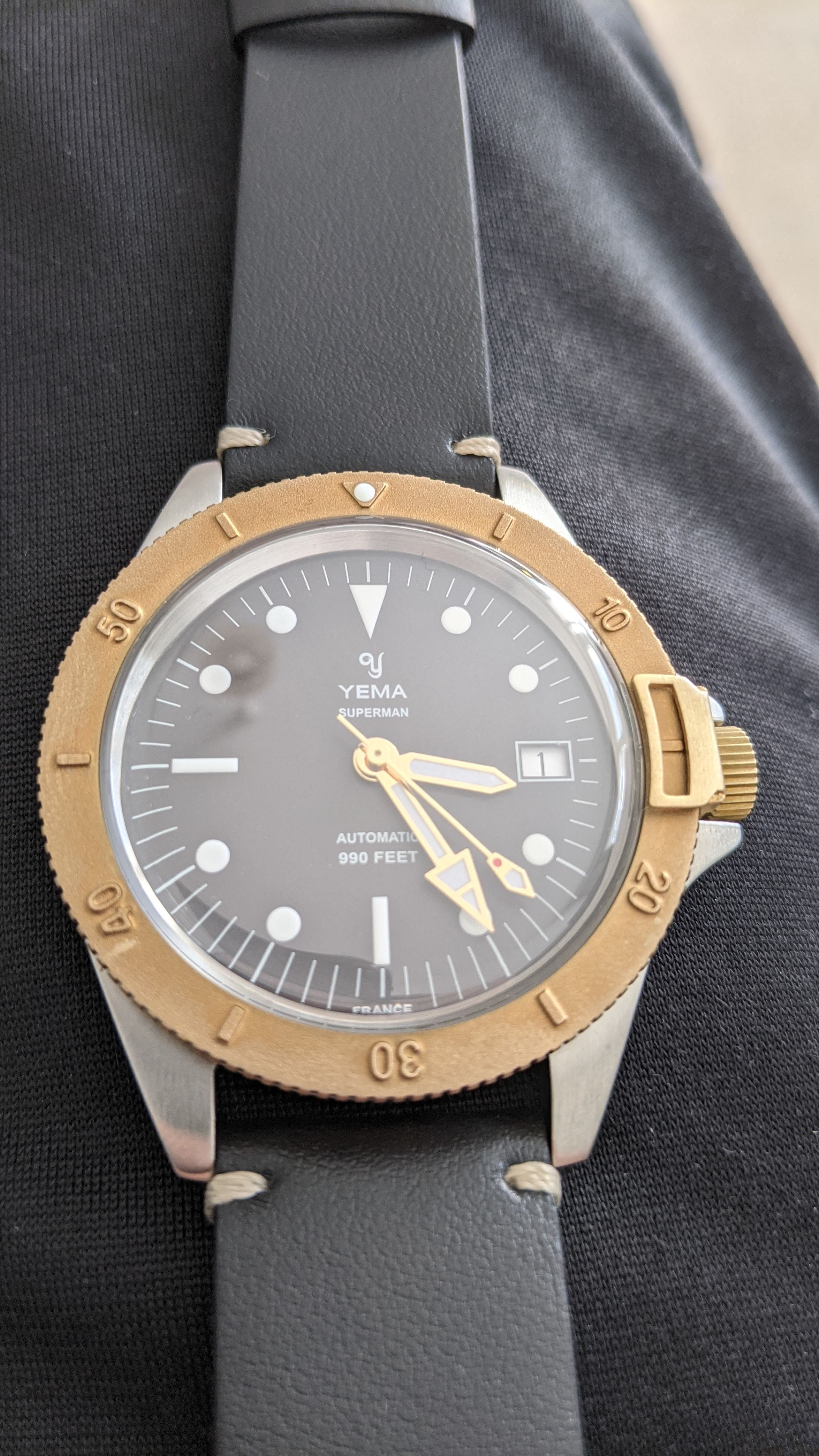
Yema Superman in acciaio e bronzo

Un produttore francese, accreditato tra gli estimatori di orologi da polso, è Cartier. Altri marchi sono Boucheron, Bell & Ross (azienda fondata nel 1992 e nota per il suo legame con alcune scuderie di Formula 1), Bernard Richards Manufacture (BRM), Yema (legata anche alle forze armate francesi), LIP, Mortima (celebre per l'utilizzo dello scappamento a caviglie anziché del più noto scappamento ad ancora svizzera).

### Germania

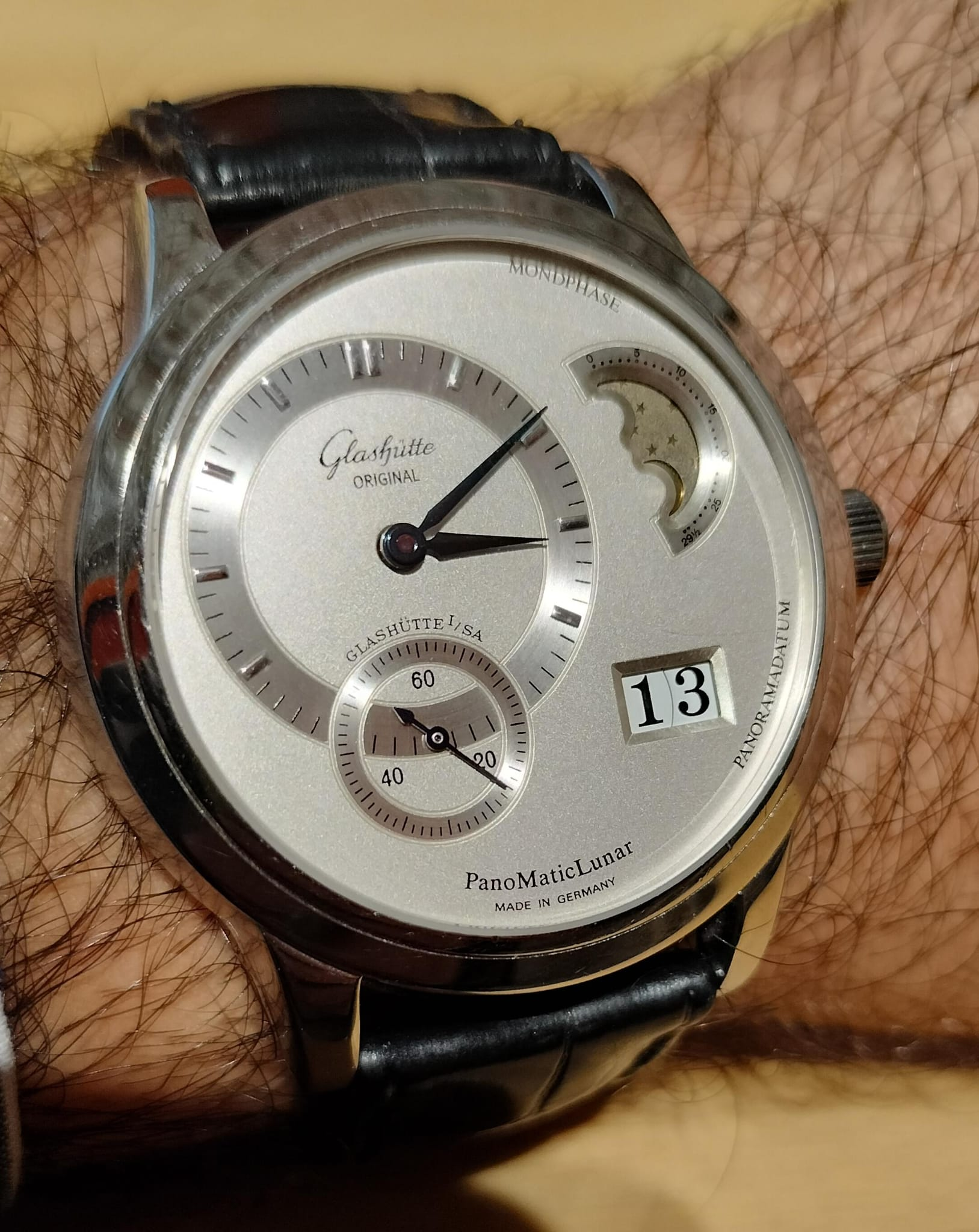
Glashütte Original Panomatic Lunar, metà anni Duemila

La Germania può vantare prestigiosi marchi orologieri tra cui: A. Lange & Söhne, Glashütte Original (parte dello Swatch Group), Nomos Glashütte, Tutima, Junghans (la più grande per orologi venduti e forza lavoro impiegata), Lang & Heyne, Kienzle, ZentRa, Dugena.
Molte aziende tedesche hanno concentrato la loro sede e produzione a Glashütte, un piccolo paese in Sassonia vicino al confine con la Repubblica Ceca. Sinn ha invece sede a Francoforte, Dugena a Meisenheim e Junghans a Schramberg, città nota in tutto il mondo anche per la realizzazione degli orologi a cucù.

### Giappone
L'industria giapponese degli orologi da polso è tra le più note e apprezzate al mondo. I principali produttori nipponici sono Citizen, Seiko (con i marchi premium King Seiko, Grand Seiko e Credor), Casio (con il marchio premium Edifice) e Orient (parte del gruppo Seiko). L'orologeria giapponese ha rivoluzionato il mondo dell'orologeria tradizionale introducendo, nel 1969, il primo movimento al quarzo, montato su un Seiko Astron. Questa innovazione è diventata dirompente tanto che ha contribuito a modificare per sempre l'approccio all'orologeria e ha portato anche alla chiusura di moltissime aziende storiche svizzere che non hanno saputo convertire la propria produzione. Inoltre il Giappone è sempre stato all'avanguardia anche sulla realizzazione di orologi a cristalli liquidi e radiocontrollati.

### U.S.A.

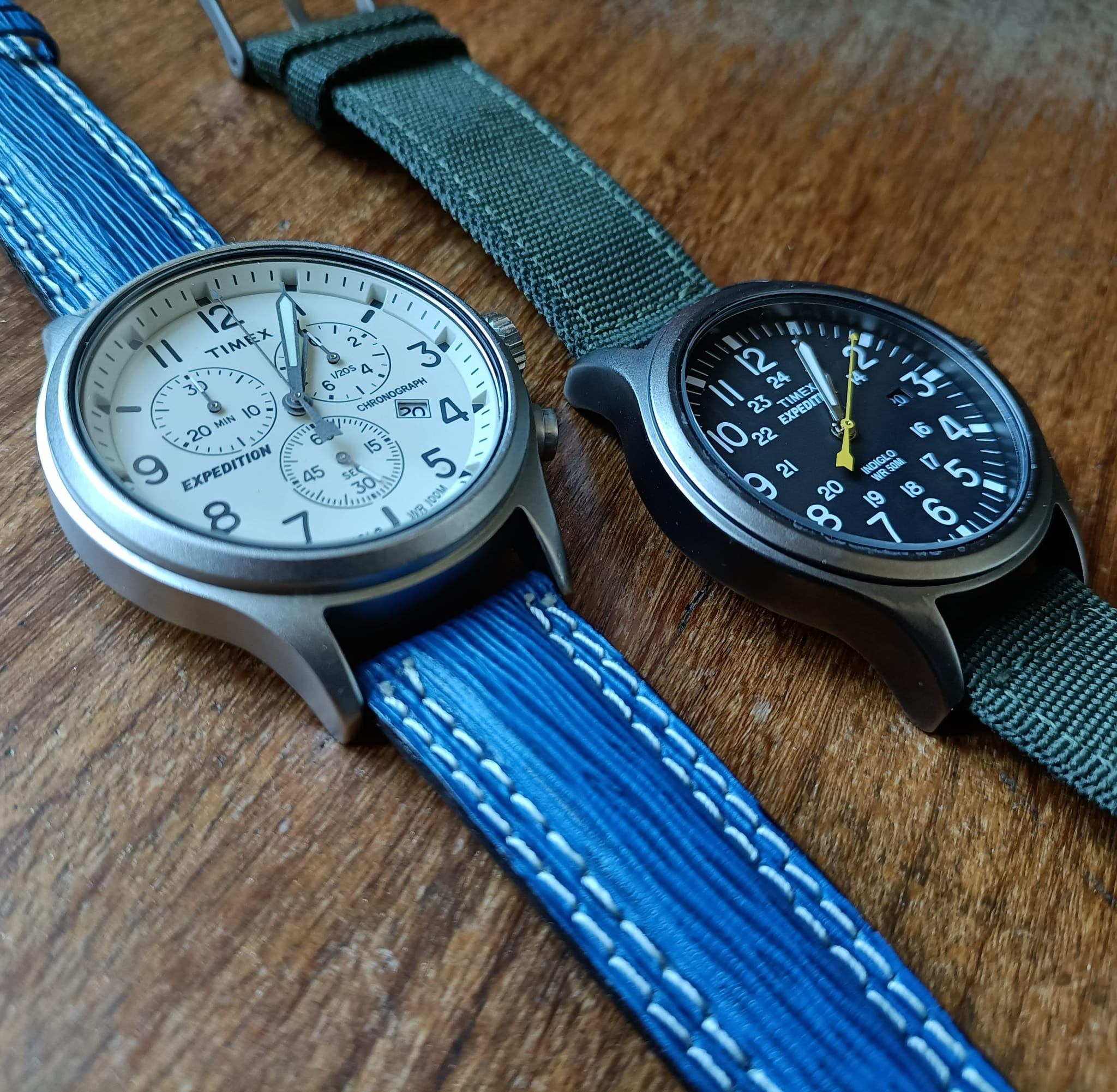
Orologi da polso Timex, anni Duemiladieci.

Gli USA si sono fatti conoscere nel mondo per la realizzazione di orologi da polso inizialmente ad uso militare. Molti marchi si sono specializzati nella realizzazione dei cosiddetti "field watch" (orologi da campo), chiamati anche "hack watch" perché l'estrazione della corona di carica consentiva di interrompere lo scorrere della lancetta dei secondi al fine di sincronizzarli tutti con precisione al secondo. Alcuni marchi statunitensi sono Hamilton, Bulova, Timex, Wittnauer, Gruen, Ingersoll, Waltham (azienda chiusa nel 1957), Elgin (azienda chiusa nel 1968), Benrus, Pulsar (originariamente nata da Hamilton, attualmente di proprietà di Seiko).

### Cina
La Cina ha diverse aziende produttrici di orologi e movimenti, la più importante delle quali è Seagull, nata nel 1955 a Tianjin. Questa azienda, oltre a realizzare il Seagull 1963, orologio fornito anche all'aviazione cinese, produce anche movimenti, come l'ST19, realizzato sulla base dello svizzero Venus 175, dal quale ha acquistato parti e macchinari per produrlo.

### Russia
In Unione Sovietica (e in Russia poi) sono sorte diverse aziende che realizzavano orologi con finalità prettamente tecnica e militare: è infatti possibile trovare segnatempo a marchio Vostok, Raketa, Poljot, Strela, Slava, Pobeda, Chaika ed altre. Alcune di queste aziende esistono tuttora. L'orologiaio indipendente Konstantin Chaykin è russo.

### Resto del mondo
Seppur in misura minore rispetto agli Stati sopracitati, è possibile trovare alcune maison anche in altri Paesi: 
A Cuba fu fondata e sviluppata l'azienda Cuervo y Sobrinos. In Spagna nel 1930 è nata Kronos, più recente è Atelier de Chronométrie, azienda orologiera indipendente nata nel 2016. In Austria si trova l'azienda orologiera indipendente Habring2, fondata nel 2004 dall'orologiaio Richard Habring (ex IWC). In Repubblica Ceca l'azienda Prim dal 1954 produce orologi nello stabilimento situato a Nové Město nad Metují, in tempi recenti hanno anche iniziato a produrre calibri in-house.

## Celebrità, film e sport
Il successo degli orologi da polso avvenne quando pure i divi del cinema cominciarono a indossare nei film i loro segna tempo: negli anni '20, durante le riprese di un film, l'attore Rodolfo Valentino indossò l'orologio da polso, che, fino ad allora, era considerato quasi esclusivamente femminile; negli anni '60 seguirono artisti come Sean Connery nell'indimenticabile serie di film agente 007 (da metà anni Novanta fino ai giorni nostri la saga della spia inglese ha legato il suo nome all'azienda svizzera Omega), Steve McQueen ne Il Cacciatore di taglie e in Le 24 Ore di Le Mans, Paul Newman in Indianapolis pista infernale, mentre Marlon Brando utilizzò il suo personale Rolex (un GMT Master privato della ghiera) in Apocalypse Now. Hamilton ha invece legato il suo nome alle pellicole di Christopher Nolan, come a esempio Interstellar e Tenet, per i quali film sono stati presentati appositamente due nuovi modelli.
Importanti industriali capirono che i tempi erano maturi per cominciare una produzione e distribuzione capillare in tutto il mondo di alcuni modelli, che la gente voleva a tutti i costi possedere per emulare i propri miti. Pure i politici fecero la loro parte: uomini carismatici come John Kennedy e Che Guevara furono immortalati in scene di vita quotidiana dove l'utilizzo dell'orologio da polso era diventato indispensabile oggetto di utilità e fascino.
Sempre più numerose sono le pubblicità legate a personaggi dello sport e spettacolo: esempi celebri sono il tennista Roger Federer, da anni testimonial di Rolex, poi Rafa Nadal testimonial di Richard Mille nonché il calciatore Michael Owen testimonial di Tissot, che è l'azienda fornitrice dei cronometri ufficiali della NBA, del Giro d'Italia e del Tour de France.
Infine le scuderie di Formula 1 è da decenni che sono finanziate pure da aziende di orologi: Ferrari ha stretto, nel corso della sua storia, legami con Heuer, Longines, Panerai, Hublot e Richard Mille, McLaren con TAG Heuer e Richard Mille, Williams con Oris, Renault/Alpine con Longines e Bell & Ross, Red Bull con TAG Heuer, Astron Martin con Girard Perregaux, Alpha Tauri con Edifice Casio, Lotus ed Ensign con Tissot. Attualmente è Rolex il cronometrista ufficiale F1, sostituendo TAG Heuer.
Il mondo della Mille Miglia, invece, ha stretto, fin dalla sua rinascita come gara di regolarità, una collaborazione con Chopard.

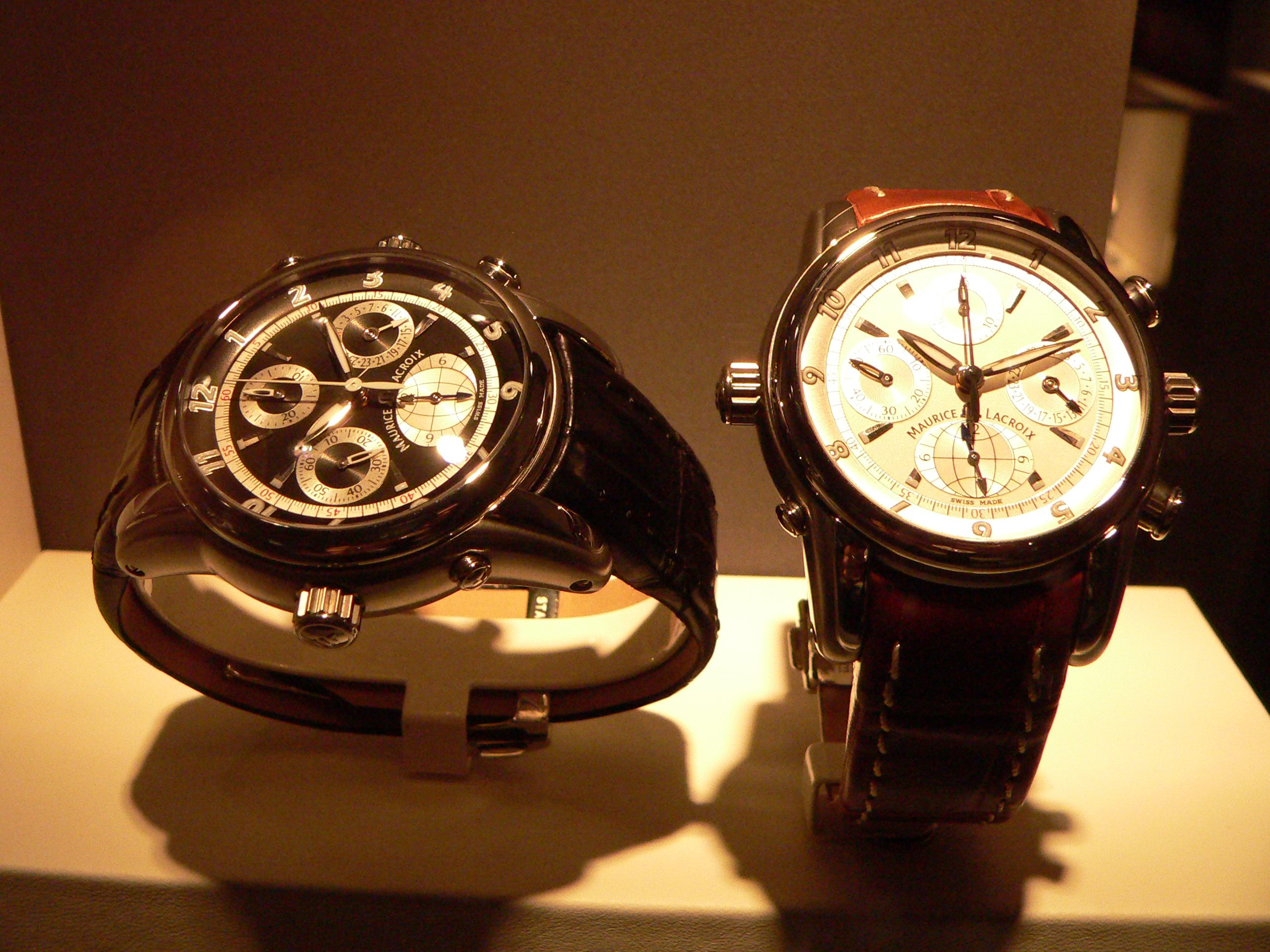
Orologi da polso Maurice Lacroix
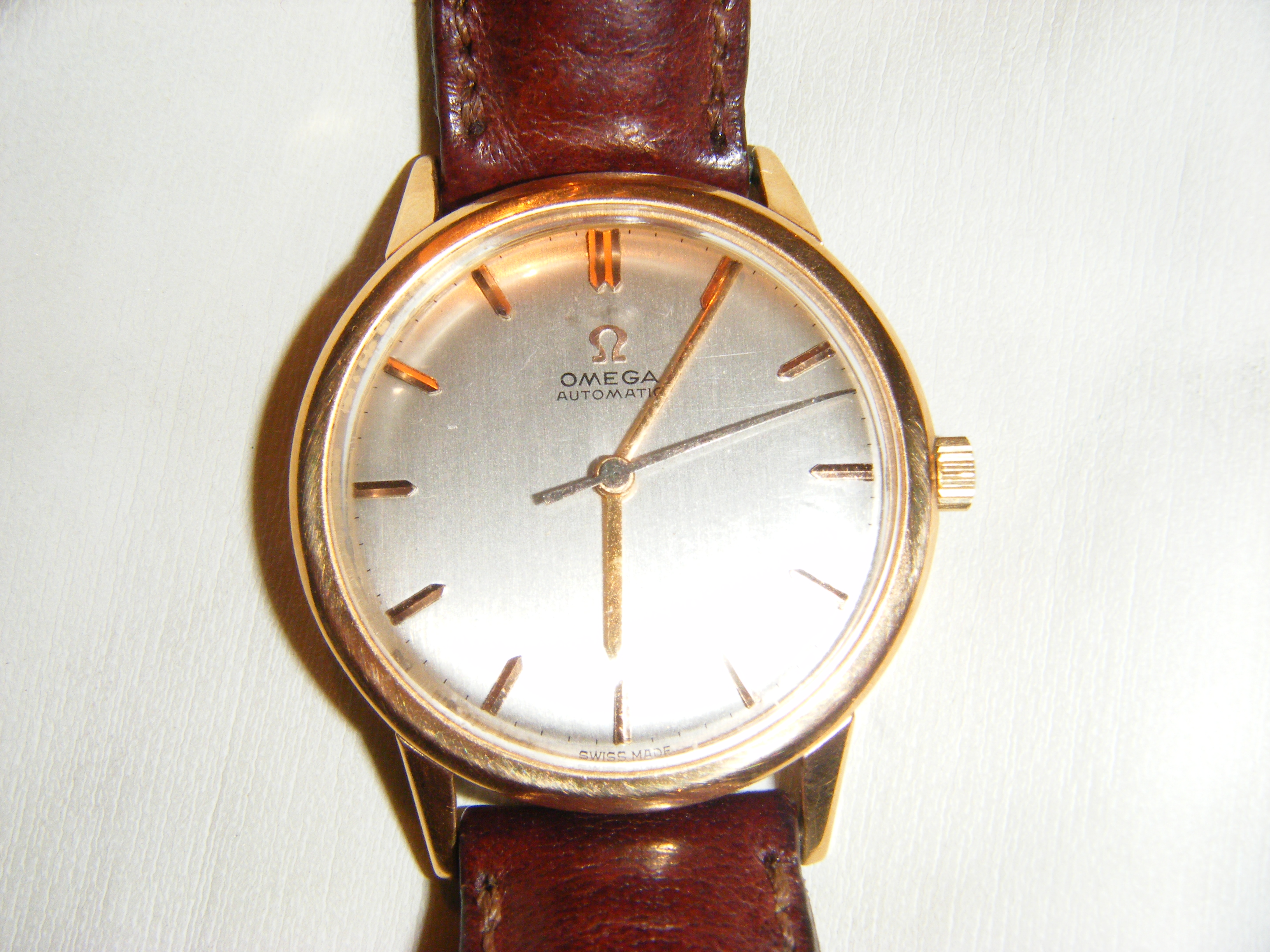
Orologio da polso Omega Seamaster degli anni sessanta, con cassa in oro e caricamento automatico
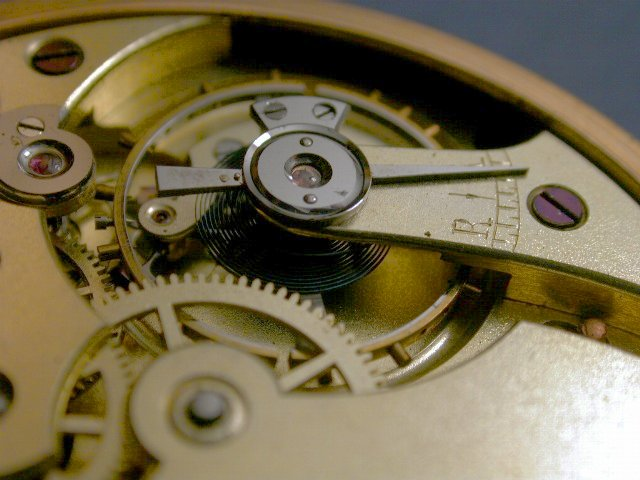
Meccanismo a bilanciere in un orologio da polso meccanico
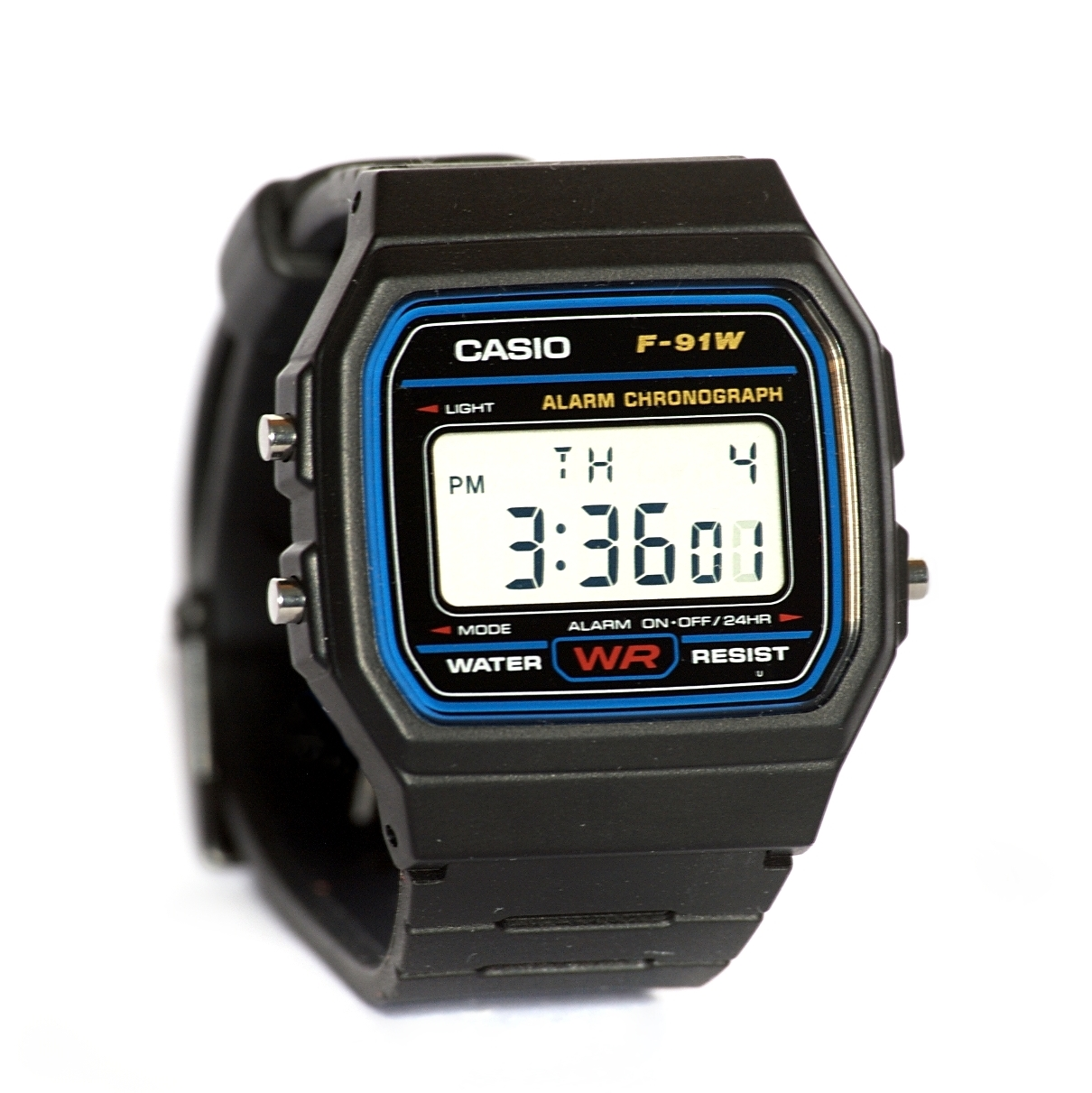
Casio F-91W